# Lijst van componisten (chronologisch)
Dit artikel geeft een chronologische lijst van componisten op geboortejaar. De afkorting fl. wordt gebruikt, wanneer de geboorte- of overlijdensdata onbekend zijn, maar wel de "bloeiperiode".

## 750–1500
ca. 810–ca. 867 Kassia

ca. 840–912 Notker de Stotteraar

ca. 840–930 Hucbald (van St. Amand)

ca. 850–915 Tuotilo (van St Gallen)

ca. 870–942 Odo van Cluny

991/992–na 1033 Guido van Arezzo

1013–1054 Hermannus Contractus

ca. 1065–1170 Goderik van Finchale

1079–1142 Pierre Abélard

1098–1179 Hildegard von Bingen

ca. 1113–1170 Jaufré Rudel

ca. 1125–1200 Bernart de Ventadorn

ca. 1140–ca. 1215 Bertran de Born (persoon)

ca. 1150–1231 Folquet de Marselha

ca. 1150–ca. 1201 Leonin(us)

ca. 1150–1219/1220 Cono van Béthune

ca. 1155–1202 Blondel de Nesle

ca. 1160–1225 Perotinus Magnus

ca. 1165–1236 Philippe le Chancelier

ca. 1170–1230 Walther von der Vogelweide

1177–1236 Gautier de Coincy

ca. 1180–1207 Raimbaut de Vaqueiras

1201–1253 Thibaud IV de Champagne

1221–1284 Alfonso el Sabio

??–1286 Adam de la Bassée

ca. 1237–ca. 1288 Adam de la Halle

ca. 1250–ca. 1300 (Johannes) Brunwart von Augheim

ca. 1280–ca. 1360 Ioannes Koukouzelis
ca. 1290–1347 Petrus de Cruce

1291–1361 Philippe de Vitry

1300–1377 Guillaume de Machault

1325–1397 Francesco Landini

fl. 1340–1360 Jacopo da Bologna

ca. 1340–ca. 1400 Solage

1335/1370–1411 Johannes Ciconia

ca. 1350–1416 Antonio Zacara da Teramo

ca. 1375–1456 Nicolas Grenon

fl. 13?? Eustacius Leodiensis

fl. 1380–1400 Trebor

ca. 1380–1445 Leonel Power

fl. 1400 Hugo Boy Monachus

fl. 1400 Thomas Fabri

fl. 1400 Martinus Fabri

ca. 1400–na 1450 Mikołaj Radomski

ca. 1400–1453 John Dunstaple

ca. 1400–1455 Johannes Brassart

ca. 1400–na 1475 Juan Cornago

1400–1474 Guillaume Dufay

1400–1460 Gilles Binchois

fl. 1405–1433 Jacobus Vide

ca. 1405–1479 Johannes Vincenet

fl. 1408–1430 Johannes de Limburgia

ca. 1410–1473 Conrad Paumann

fl. 1420–1432 Arnoldus de Lantins

fl. 1420–1430 Hugo de Lantins

1424/1425–1483 Gilles Joye

fl. 1425–1435 Reginaldus Libert

ca. 1430–1485 Johannes Regis

ca. 1430–1497 Johannes Ockeghem

ca. 1430–1492 Antoine Busnois

ca. 1435–1511 Johannes Tinctoris

ca. 1435–1479 Robert Morton

ca. 1440–1498 Johannes Martini

fl. 1440–1450 Biquardus

fl. 1443–1478 Johannes Pullois

1445–ca. 1480 Hayne van Ghizeghem

1445–1518 Loyset Compère

ca. 1446–1506 Alexander Agricola

ca. 1450–1521 Felipe de Magelhães

1450–1505 Jacob Obrecht

1450–1517 Heinrich Isaac

fl. 1450–1521 Josquin des Prez
 
1450–1474 Walter Frye

fl. 1455–1508 Eloy d'Amerval

ca. 1455–1506 Johannes Cornago

ca. 1455–na 1517 Gaspar van Weerbeke

1455–1491 Jacobus Barbireau

1455–1525 Arnolt Schlick

1455–ca. 1510 Johannes Ghiselin

ca. 1459–1522 Jean Mouton

1460–1518 Pierre de la Rue

1460–1520 Antoine Brumel

1465–1523 William Cornysh

1460–1529 Marbriano de Orto

1462–1523 Juan de Anchieta

ca. 1465–na 1535 Pedro de Escobar

ca. 1468–1529 Juan del Encina

ca. 1470–1528 Francisco de Peñalosa

1470–1536 Petrus Alamire

1473–1548 Giacomo Fogliano

ca. 1475–1507 Jean Japart

ca. 1480–na 1538 Andrea Antico

ca. 1480–ca. 1555 Benedictus Appenzeller

ca. 1480–1533 Nicolas Liégeois

1484?–ca. 1550 Pierre Moulu

ca. 1485–ca. 1568 Robert Carver

1485–1558 Clément Janequin

1486–1556 Martin Agricola

1486–1542 Ludwig Senfl

1490–1562 Adriaan Willaert

ca. 1490 Rodrigo Martinez

1492–1562 Nikolaus Kropstein

ca. 1493–1541 Lupus Hellinck

fl. 1505–1511 Rossino Mantovano

1495–1545 John Taverner

1495–1560 Nicolas Gombert

1496–1570 Johann Walther

1497–1543 Francesco Canova da Milano
fl. 1498–1500 Matthaeus Pipelare

1499–ca. 1562 Adrianus Petit Coclico

## 1500–1600
? –ca. 1571 Francisco de Ceballos

1500–1553 Cristóbal de Morales

ca. 1505–1568 Jakob Arcadelt

1502–1571 Francesco Corteccia

1505–1565 Thomas Tallis

1505–1572 Christopher Tye

1507–1576 Bálint Bakfark

fl. 1509–1547 Pierre Passerau

ca. 1510–1564 Pierre de Manchicourt

ca. 1510–1563 Bartolomé de Escobedo

1510–1558 Clemens non Papa

1510–1566 Antonio de Cabezón

1510–1570 Diego Ortiz

1510–1580 Andrés de Torrentes

1513–1574 Domenico Maria Ferrabosco

ca. 1515–1558 John Sheppard

1515/1516–1566 Cypriaan de Rore

1520–1571 Giovanni Animuccia

1520–1591 Vincenzo Galilei

1521–1603 Philippus de Monte

ca. 1525-ca. 1581 Rodrigo de Ceballos

1525–1583 Claude Gervaise

1525–1595 Francisco de Montanos

1525–1594 Giovanni Pierluigi da Palestrina

ca. 1530–1591 William Mundy

ca. 1530–1600 Claude Lejeune

1530–1594 Orlando di Lasso

ca. 1530=1540–1582 Giorgio Mainerio

1533–1585 Andrea Gabrieli

1533–1604 Claudio Merulo

1534–1619 Francesco Soto de Langa

1535–1596 Mikołaj Gomółka

1535–1591 Mikołaj Gomółka
 
1535–1596 Giaches de Wert

ca. 1537– tussen 1591 en 1596 Esteban Daza

1540–1611 Andrea di Cannaregio Gabrieli

1540–1611 Gioseffo Guami

1541–1602 Hernando de Cabezón

1542-1623 Andreas Crappius

1543–1588 Alfonso Ferrabosco

1543–1623 William Byrd

1543/1544–1607 Giovanni Maria Nanino

1544–1590 Ascanio Trombetti

1544–1634 Vicente Espinel

1545–ca. 1606 Ginés de Boluda

1545–1618 Pedro de Christo

1545–1618 Giulio Caccini

ca. 1545–1592 Marc'Antonio Ingegneri

fl. 1546 Bartomeu Càrceres

1547–1641 Manoel Mendes

1548/1549–1614 Lambert de Sayve

1549–1609 Eustache du Caurroy

1549–1611 Tomás Luis de Victoria

1549–1609 Eustache Du Caurroy

ca. 1550–1614 Giovanni de Macque

voor 1550–om 1609 Tiburtio Massaini

ca. 1550–1602 Emilio de'Cavalieri

ca. 1550–1603 Ambrosio Cotes

1550–1591 Jacobus Gallus

ca. 1553–1599 Luca Marenzio

ca. 1553–1606 Leonhard Lechner

1553–1611 Johannes Eccard

1555–1617 Alonso Lobo

1556–1622 Giovanni Giacomo Gastoldi

1557–1602 Thomas Morley

1557–1612 Giovanni Gabrieli

1557–1616 Cornelis Schuyt

1560–1630 William Brade

1560–1614 Felice Anerio

1561-1618 Sebastian Aguilera de Heredia

1561–1633 Jacopo Peri

1561–1628 Peter Philips

1562–1621 Jan Pieterszoon Sweelinck

1563–1626 John Dowland

1562–1628 John Bull

ca. 1563–1633 Jehan Titelouze

1564–1626 John Danyel

1564–1621 Kryštof Harant

1564–1612 Hans Leo Hassler

ca. 1565–1628 Gregor Aichinger

1565–1627 Sebastian Aguilera de Heredia

1565–1640 Giles Farnaby

1566–1650 Manuel Cardoso

1566–1613 Carlo Gesualdo (da Venosa)

1566–1638 Alessandro Piccinini

1567–1620 Thomas Campion (Campian)

ca. 1567–1620 Joachim van den Hove

ca. 1567–1620 Alessandro Piccinini

ca. 1567–1630 Giovanni Francesco Anerio

1567–1643 Claudio Monteverdi

1570–1629 Gaspar Fernandes

1570–1625 Paul Peuerl

ca. 1570–1630 Giovanni Paolo Cima

ca. 1595– na 1638 Bartolomé de Selma y Salaverde

1571–1621 Michael Praetorius

1571–1652 Felipe de Magelhães

1571–1627 Thomas Lupo

1572–1656 Thomas Tomkins

1574–1638 John Wilbye

ca. 1575–1633 Pieter Cornet

1575–1623 Thomas Weelkes

ca. 1575–1630 Estêvão Lopes Morago

1575–1644 Estêvão de Brito

om 1575–1639 Léonard de Hodémont

ca. 1575–na 1614 John Bennet

1575–1625 Hendrik Speuy

1575–1651 Ennemond Gaultier

ca. 1575–1647 Giovanni Maria Trabaci

1576–1654 Francisco Correa de Arauxo

1578–1640 Agostino Agazzari

1578–1644 Francisco de Santiago

1580–1648 Thomas Ford

ca. 1580–1651 Johannes Hieronymus Kapsberger

1582–1652 Gregorio Allegri

ca. 1582–1643 Juan Bautista Comes

1582–1625 Orlando Gibbons

1582–1628 Thomas Simpson

ca. 1582–1629 Sigismondo d'India

1583–1643 Girolamo Frescobaldi

ca. 1585–1656 Andrea Falconieri

1585–1639 Henri de Remouchamps

1585–1672 Heinrich Schütz

1586–1666 Paul Siefert

1586–1630 Johann Hermann Schein

ca. 1587–1640 John Adson

1587–1654 Samuel Scheidt

1588-1666 Johann Andreas Herbst

1589–1656 Francesco Turini

ca. 1590–1657 Jacob van Eyck

1590–1664 Juan Gutiérrez de Padilla

circa 1590-1667 Johann Schop

1591-1658 Nikolaus Bleyer

1592–1665 Domenico Mazzocchi

1592–1678 John Jenkins

ca. 1592–1670 Cornelis Padbrué

ca. 1593–1667 Melchior Schildt

1595–1665 Tarquinio Merula

ca. 1595–1679 Antonio Maria Abbatini

1595–1663 Heinrich Scheidemann

1596–1687 Constantijn Huygens

1598–1653 Luigi Rossi

## 1600–1700
ca. 1600–1650 Jan Baptist Verrijt

1600–1669 Etienne Moulinie

1600–1672 Denis Gaultier

1600–1676 Adam Michna z Otradovic

1600/1601-1694 Delphin Strungk

1602–1672 Jacques Champion de Chambonnieres

1602–1676 Francesco Cavalli

1602–???? Girolamo Fantini

1603–1680 Marco Uccellini

1604–1651 Heinrich Albert

1604–1670 François Du Fault

1605–1669 Antonio Bertali

1605–1674 Giacomo Carissimi

1607-1683 Philipp Friedrich Böddecker

1608–1688 Andreas Schwilge

1610–1680 Andrés Barea

1610–1682 Luigi Battiferri

1610–1684 Henry Du Mont

1610–1696 Michel Lambert

1611–1679 Pablo Bruna

1611–1675 Andreas Hammerschmidt

1613–1696 Lambert Pietkin

1614–1663 Nicolas Hotman

1614–1669 Philipp Friedrich Buchner

1615–1669 Christopher Simpson

1616–1667 Johann Jakob Froberger

1616–1655 Johann Erasmus Kindermann

1617–1673 Kaspar Förster

1618–1663 Michael Jacobi

fl. 1619–na 1630 Pietro Antonio Giramo

1619–1674 Matthias Weckmann

1619–1677 Barbara Strozzi

ca. 1619–1678 Juan García de Zéspedes

1619–1684 Johann Rosenmüller

1620–1675 Anthonie van Noordt

1620–1680 Johann Heinrich Schmelzer

1620–1684 David Pohle

1621–1677 Matthew Locke

1623–1669 Marcantonio Cesti

1623–1679 Dietrich Becker

1623–1722 Johann Adam Reincken

1624–1695 David Pohle

1625–1673 Johann Rudolf Ahle

1626-1712 Wolfgang Carl Briegel

1626–1661 Louis Couperin

1626–1710 Charles Mouton

1627–1693 Johann Kaspar Kerll

1628-1692 Christoph Bernhard
1628-1665 Samuel Friedrich Capricornus

1628-1715 Constantin Christian Dedekind

1629–1680 Lelio Colista

1629–1703 Johann Jacob Löwe

1629–1685 Johann Michael Nicolai

1630–1677 Matthew Locke

ca. 1630–1684 Cristóbal Galán

1631–1712 Sebastian Anton Scherer

1631–1668 Clemens Thieme

1631–1702 Nicolas Lebégue

1632–1687 Jean-Baptiste Lully

1632-1695 Georg Caspar Wecker

1633-1701 Andreas Christophorus Clamer

1633-1679 Werner Fabricius

fl. na 1633–ca. 1670 Bartłomiej Pękiel

1633-1667 Nathanael Schnittelbach

1634–1696 Clamor Heinrich Abel

1634–1666 Adam Krieger

1634–1696 Andres de Sola

1635–1691 Jean-Henry d'Anglebert

1624/1640-1682 Johann Wilhelm Furchheim

1635–1686 Augustin Pfleger

1636–1679 Esaias Reusner

1636–1707 Georg Daniel Speer

1637–1707 Dietrich Buxtehude

ca. 1637–ca. 1707 Bernardo Storace

1637–1710 Bernardo Pasquini

1639–1694 Johann Christoph Pezel

1639–1693 Pavel Josef Vejvanovský

ca. 1640–ca. 1701 Carel Hacquart

1640–1690 Monsieur de Sainte-Colombe

ca. 1640–1709 Cristoforo Caresana

ca. 1640–1710 Gaspar Sanz

1640-1700 Nicolaus Adam Strungk

fl. 1642-1650 Jacques de Gouy

1642–1682 Alessandro Stradella

1642–1710 Johann Friedrich Alberti

1644–1704 Marc-Antoine Charpentier

1644–1704 Heinrich Ignaz Franz Biber

1644–1712 Juan Cabanilles Barberá

1644–1718 Václav Karel Holan Rovenský

1645–1699 Johann Georg Conradi

1645–1700 August Kühnel

1645-1705 Johann Löhner

1646-1724 Johann Theile

1648–1708 John Blow

1648–1726 Giovanni Maria Capelli

1648-1701 David Funck

1649–1722 Francisco Guerau

1649–1725 Johann Philipp Krieger

1650–1680 Petronio Franceschini

1650–1717 Johann Jacob Walther 

1651–1706 Johann Georg Ahle

1651–1735 Johann Krieger

1652-1732 Johann Philipp Förtsch

ca. 1652–1730 André Danican Philidor

1652-1706 Romanus Weichlein

1653–1706 Johann Pachelbel

1653–1713 Arcangelo Corelli

1653–1704 Georg Muffat

1654–1730 Pablo Nassarre

1654–1739 Quirinus van Blankenburg

1654–1740 Vincenz Lübeck

fl. 1655–1700 Le Sieur de Machy

1655–1726 Jean-Baptiste Farinel

1655–na 1733 Robert de Visée

ca. 1656–1721 Jacques Paisible

1656–1728 Marin Marais

1656-1705 Johann Paul von Westhoff

1657–1726 Michel-Richard Delalande

1657–1729 Manuel de Egüés

1657-1714 Philipp Heinrich Erlebach

1657–1743 Giuseppe Ottavio Pitoni

1658-1706 Andreas Christian Dedekind

1658–1709 Giuseppe Torelli

1659–1705 Sybrandt van Noordt junior

1659–1695 Henry Purcell

ca. 1660–1730 Henrico Albicastro

1660–1744 André Campra

1660–1716 Sebastian Duron

1660–1741 Johann Joseph Fux

1660–1725 Johann Hoffman

1660–1722 Johann Kuhnau

1660–1725 Alessandro Scarlatti

1660-1717 Christian Friedrich Witt

1661–1747 Jean-Féry Rebel

1661–1733 Georg Böhm

1663–1712 Friederich Wilhelm Zachow

1664–1719 Johann Speth (Johannes)

1664–1750 Nicolaus Bruhns

1664–1734 Grzegorz Gerwazy Gorczycki

1665–1729 Élisabeth Claude Jacquet de la Guerre

1665–1746 Johann Kaspar Ferdinand Fischer

1666-1734 Nicolaus Vetter 

1667–1737 Michel Pignolet de Monteclair

1667–1752 Johann Christoph Pepusch

1667–1734 Johann Gottfried Reiche

1668–1705 Jean Gilles

1668–1733 François Couperin

1669–1723 Miguel López

1670–1736 Antonio Caldara

1670–1748 David Kellner

1670–1747 Giovanni Maria Bononcini

1671–1707 Giuseppe Aldrovandini

1671–1750 Tomaso Albinoni

1672–1745 Antoine Forqueray

1672–1737 Francesco Mancini

1672–1749 André-Cardinal Destouches

1672–1748 Francesco Antonio Bonporti

1674–1707 Jeremiah Clarke

1674–1762 Jacques-Martin Hotteterre

1675–1742 Evaristo Felice dall'Abaco

1675–1745 Francesco Venturini

1676–1742 Johann Georg Reinhardt

1678–1727 William Croft

1678–1755 Johann Georg Pisendel

1678–1741 Antonio Vivaldi

1679–1732 Johann Christian Schieferdecker

1679–1745 Jan Dismas Zelenka

1679–1735 Georg Friedrich Kauffmann

1679–1750 Pietro Filippo Scarlatti

1680–1748 William Corbett

1680–1740 Giuseppe Valentini

ca. 1680–1762 Johann Georg Linike

1680–1730 Jean-Baptiste Loeillet van Londen

1681–1728 Anne Danican Philidor

1681–1731 Pierre Danican Philidor

1681–1751 Giovanni Battista Reali

1681–1767 Georg Philipp Telemann

1682–1738 Jean-François Dandrieu

1682–1738 Jean-Joseph Mouret

1683–1759 Jean-Philippe Rameau

1683–1760 Christoph Graupner

1683–1729 Johann David Heinichen

1684–1742 Bohuslav Matěj Černohorský

1684–1717 Josef Leopold Václav Dukát

1684–1750 Alessandro Marcello

1685–1750 Johann Sebastian Bach

1685–1757 Domenico Scarlatti

1685–1759 Georg Friedrich Händel

1685–1765 Louis-Antoine Dornel

1685–1752 Henri-Guillaume Hamal

1686–1757 Jan Jiří Benda

1686–1768 Nicola Porpora

1687–1760 Willem de Fesch

1687 –1750 Sylvius Leopold Weiss

1688–1726 Domenico Zipoli

1688–1758 Carl Friedrich (Christian) Fasch

1689–1742 Jan Josef Ignác Brentner

circa 1690-1723 William Babell

1690–1762 Jacques-Christophe Naudot

1690–1768 Francesco Maria Veracini

1690–1749 Gottfried Heinrich Stölzel

1690–1758 Giuseppe Brescianello

1692–1770 Giuseppe Tartini

1692–1766 Unico Wilhelm van Wassenaer Obdam

1693–1735 Šimon Brixi

1693–1745 Jacobus Nozeman

1694-1758 Johan Helmich Roman

1694–1736 Česlav Vaňura

1695–1750 Giuseppe Sammartini

1695–1764 Pietro Locatelli

1696-1763 Johann Caspar Vogler 

1697–1773 Johann Joachim Quantz

ca. 1697–1763 Giovanni Benedetto Platti

ca. 1697–1770 António Pereira da Costa

1698–1787 François Francour

1699–1783 Johann Adolf Hasse

## 1700–1749
1700–1775 Giovanni Battista Sammartini

1701–1775 François Rebel

1704–1742 José António Carlos de Seixas

1704–1774 František Ignác Antonín Tůma

1705–1786 Henricus-Jacobus de Croes 

1706–1785 Baldassare Galuppi

1707–1776 Jan Křtitel Jiří Neruda

fl. 1707-1710 Camilla de Rossi 

1708–1789 Václav Jan Kopřiva

1709–1778 Jean-Noël Hamal

1709–1789 František Xaver Richter

1710–1778 Thomas Augustine Arne

1710–1784 Wilhelm Friedemann Bach

1710–1736 Giovanni Battista Pergolesi

1711–1779 William Boyce

1712–1786 Frederik de Grote

1713–1752 Johann Benda

1714–1787 Christoph Willibald Gluck

1714–1788 Carl Philipp Emanuel Bach

1716–1803 Viktorín Ignác Brixi

1716–1782 Josef Ferdinand Norbert Seger

1717–1757 Johann Wenzel Anton Stamitz

1718-1794 Leopold August Abel

1718–1782 Placidus von Camerloher

1719–1762 Jan Josef Brixi

1719–1787 Leopold Mozart

1719–1789 Luís Álvares Pinto

1720-1759 Johann Christoph Altnikol

om 1720–1773 Joan Baptista Pla

1721–1783 Johann Kirnberger

1721–1807 John Reid (Schots componist)

1721–1810 Jerônimo de Souza Lôbo

1722-1777 Johann Ernst Bach 

1722–1793 Pietro Nardini

1725–1813 Ferdinando Bertoni

1725–1791 Jiří Ignác Linek

om 1725–1766 Manuel Pla

1728–1800 Niccolò Piccinni

om 1728–1762 Josep Pla

1730–1794 Ignácio Parreiras Neves

1731–1798 Christian Cannabich

1732–1795 Johann Christoph Friedrich Bach

1732–1771 František Xaver Brixi

1732–1809 Joseph Haydn

1734–1801 Johann Ernst Altenburg

1734–1829 François-Joseph Gossec

1735–1782 Johann Christian Bach

1737–1781 Josef Mysliveček

1738–1803 Jeroným Brixi

1738–1814 Jan Evangelista Antonín Koželuh

1738–1813 Manoel Dias de Oliveira

1739–???? Anna Bon di Venezia

1739–1813 Johann Baptist Vanhal

1739–1796 Friedrich Wilhelm Rust

1740–1816 Giovanni Paisiello

1741–1813 André Ernest Modeste Grétry

1741–1807 Honoré Langlé

1741–1801 Andrea Luchesi

1741–1816 Jean Paul Egide Martini

1741–1799 Henri-Joseph Rigel

1742–1817 P.D.Q. Bach ( Peter Schickele)

1743–1805 Luigi Boccherini

1744–1820 Henri Hamal

1744–1812 Marianna von Martines

1745–1807 Petrus Josephus Bille

1745–1798 João de Sousa Carvalho

1745–1819 Jiří Družecký

1745–1807 Genovieffa Ravissa de Turin

1745–1801 Carl Philipp Stamitz

1745–1801 Jan Nepomuk Vent

1746–1825 Giuseppe Maria Gioacchino Cambini

om 1746–1803 Karl Kreith

1746–1805 Emerico Lobo de Mesquita

1747–1818 Leopold Antonín Koželuh

1749–1801 Domenico Cimarosa

## 1750–1800
om 1750–1815 Prosper-Didier Deshayes

1750–1819 Florêncio José Ferreira Coutinho

1750–1792 František Antonín Rössler

1750–1825 Antonio Salieri

1750–1812 Jan Matyáš Sperger

1750–1798 Johann Stamitz

1750–1819 Pieter Verheyen

1751–1829 Jan Křtitel Josef Kuchař

1752–1832 Muzio Clementi

1752–1790 Ludwig August Lebrun

1752–???? Jakub Lokaj

1752–1837 Nicola Antonio Zingarelli

1753–1809 Nicolas-Marie Dalayrac

1753–1817 Pedro Étienne Solère

1753–1822 Armand Vanderhagen

1754–1792 Jan Jáchym Kopřiva

1754–1813 Étienne Ozi

1755–1812 Jean Pierre Solié

1756–1785 Karel Blažej Kopřiva

1756–1791 Franziska Lebrun

1756–1791 Wolfgang Amadeus Mozart

1756–1788 Johann Christoph Vogel

1756–1808 Pavel Vranický

1757–1837 Joseph Schubert

1758–1820 Josepha Barbara Auernhammer

1759–1833 Maria Rosa Coccia

1759–1803 François Devienne

1759–1831 František Vincenc Kramář

1759–1832 Othon-Joseph Vandenbroecke

1760–1837 Jean-François Lesueur

1760–1820 Joaquim de Paula Souza

1760–1836 Claude Joseph Rouget de Lisle

1760–1842 Luigi Cherubini

1761–1820 Antonín Vranický

1763–1823 Marcos Coelho Neto

1763–1812 Michel Joseph Gebauer

1763–1850 Vojtěch Matyáš Jírovec

1763–1829 Jean-Xavier Lefèvre

1763–1818 Étienne Nicolas Méhul

1764–1821 André-Frédéric Eler

1765–1838 Frédéric Nicolas Duvernoy

1765–1815 Jakub Jan Ryba

1766–1831 Rudolphe Kreutzer

1766–1830 Josef Dominik Škroup

1767-1859 Cecilia Maria Barthélemon

1767–1844 Henri Montan Berton

1767–1830 José Maurício Nunes Garcia

1768–1829 Matthieu Frédéric Blasius

1768–1846 Carolus Antonius Fodor

1768–1810 Francesco Gnecco

1768–1853 Louis Emmanuel Jadin

1769–1845 Wilhelm Legrand

1769–1819 Louis-Luc Loiseau de Persuis

1770–1827 Ludwig van Beethoven

1770–1841 Ferdinando Carulli

1770–1840 Frederik Willem III van Pruisen

1770–1836 Anton Reicha

1770–1852 Henri Jean Rigel

1770–1846 Christian Heinrich Rinck

1770–1839 Georg Abraham Schneider

1771–1839 Ferdinando Paër

1771–1834 Jacob Rauscher

1772–???? Wilhelm Nolte

1772–na 1825 Friedrich Satzenhoven

1772–1846 Josef Triebensee

1773–1830 Charles Simon Catel

1773–1845 François René Gebauer

1774–1851 Gaspare Spontini

1774–1850 Václav Jan Křtitel Tomášek

1775–1834 François-Adrien Boieldieu

1775–1838 Bernhard Henrik Crusell

1776–1822 Ernst Theodor Amadeus Hoffmann

1776–1800 Hyacinthe Jadin

1776–1855 Johann Heinrich Walch

1777–1823 Étienne-François Gebauer

1777–1856 Joseph Küffner

1778–1839 Fernando Sor

1778–1837 Johann Nepomuk Hummel

1779–1861 François Dunkler sr.

1780–1862 Joseph Fischer

1780–1849 Conradin Kreutzer

1781–1860 Joseph-David Buhl

1782–1871 Daniel-François-Esprit Auber

1782–1837 John Field

1782–1840 Niccolò Paganini

1783–1837 Hortense de Beauharnais

1783–1855 Cornelius-Jean-Joseph Tuerlinckx

1784–1841 Francesco Morlacchi

1784–1859 Louis Spohr

1786–1853 Friedrich Schneider

1786–1826 Carl Maria von Weber

1787–1872 Michele Carafa de Colobrano

1787–1843 Martin Mösl

1787–1858 Johann Friedrich Naue

1789–1826 Friedrich Ernst Fesca

1789–1856 Nicolas Bochsa

1789–1860 Friedrich Silcher

1791–1856 Peter Joseph von Lindpaintner

1791–1844 Franz Xaver Wolfgang Mozart

1791–1853 Carlo Soliva

1791–1825 Jan Václav Hugo Voříšek

1791–1864 Giacomo Meyerbeer

1792–1868 Gioachino Rossini

1793–1861 August Neithardt

1793–1861 Joseph-François Snel

1793–1859 Joseph Hartmann Stuntz

1794–1870 Isaak-Ignaz Moscheles

1794–1860 Friedrich Schick

1795–1855 Pedro Pérez de Albéniz y Basanta

1795–1859 Helene Liebmann

1795–1861 Heinrich August Marschner

1796–1868 Franz Berwald

1796–1858 Josef Liehmann

1796–1867 Giovanni Pacini

1797–1864 Johann Hermann Kufferath

1797–1828 Franz Schubert

1797–1864 Peter Streck

1797–1848 Gaetano Domenico Maria Donizetti

1797–1857 Johann Gottfried Rode

1798–1859 Carl Gottlieb Reißiger

1799–1862 Jacques Fromental Halévy

1799–1846 Ondřej Němec

## 1800–1849
1800–1852 Jacques-Antoine-Baptiste Neerman

18??–1866 Frans Dunkler

1800–1866 Andreas Leonhardt

18??–1938 Aristide Carlo Scassola

1801–1873 Jean-Valentin Bender

1801–1857 Johannes van Bree

1801–1866 Jan Václav Kalivoda

1801–1835 Vincenzo Bellini

1801–1851 Albert Lortzing

1801–1860 Heinrich Gottlieb Neithardt

1801–1866 Pietro Ruggeri

1802–1883 Wilhelm Friedrich von Redern

1802–1872 Wilhelm Wieprecht

1803–1869 Hector Berlioz

1803–1890 Franz Lachner

1804–1849 Johann Strauss sr.

1804–1857 Michail Glinka

1805–1885 Karel Otto

1806–1826 Juan Crisóstomo de Arriaga

1808–1900 Karl Gottlieb Lippe

1808–1872 Gaetano Magazzari

1808–1874 Heinrich Schäffer

1809–1865 Edward James Loder

1809–1847 Felix Mendelssohn Bartholdy

1809–1878 Heinrich Proch

1809–1883 Friedrich August Reißiger

1809–1882 Antonín Emil Titl

1810–1849 Frédéric Chopin

1810–1893 Ferenc Erkel

1810–1874 Hans Christian Lumbye

1810–1849 Ernst Sachse

1810–1856 Robert Schumann

1811–1882 Louis Kufferath

1811–1884 Samuel de Lange sr.

1811–1895 Deodatus Alphonse Lemaire

1811–1886 Franz Liszt

1811–1881 Matthias Müller

1811–1856 Ermanno Picchi

1811–1864 Louis Schindelmeisser

1811–1896 Charles Louis Ambroise Thomas

1812–1860 Louis-Antoine Jullien

1812–1875 Johannes Gijsbertus Bastiaans

1812–1883 Friedrich von Flotow

1813–1888 Charles-Valentin Alkan

1813–1900 Friedrich Löhrcke

1813–1877 Errico Petrella

1813–1879 Henry Smart

1813–1901 Giuseppe Verdi

1813–1883 Richard Wagner

1814–1877 Jules Denefve

1814–1876 Placido Abela

1814–1905 William Robyn

1814–1859 Joannes Josephus Viotta

1815–1861 Fredrikke Egeberg

1815–1885 Henri Lannoy

1815–1895 Henry Lazarus

1815–1871 Albert Leutner

1815–1884 Johann Gottfried Piefke

1815–1864 Adolf Scherzer

1816–1891 Johannes Verhulst

1816–1878 François Dunkler jr.

1816–1877 Albert Lorenz

1817–1890 Niels Gade

1817–1897 Teodulo Mabellini

1817–1871 Louis-Aimé Maillart

1817–1870 Manuel Saumell

1817–1905 Fritz Spindler

1818–1893 Charles François Gounod

1818–1896 Hubert-Ferdinand Kufferath

1818–1882 Friedrich Lübbert

1818–1907 Pieter Moerman

1818–1885 Michele Novaro

1819–1874 Ernst Wilhelm Floessel

1819–1903 Ulrikka Fredrikke Lehmann Barth

1819–1880 Jacques Offenbach

1819–1880 Jan Pavlis sr.

1819–1893 Joseph Rudolph Sawerthal

1819–1903 Francesco Maria Scala

1819–1885 Josef Strebinger

1819–1895 Franz von Suppé

1820–1849 Alexander Ernst Fesca

1820–1901 Elise Lavater

1820–1881 Adrien Talexy

1820–1896 Johan Gottfried Conradi

1820–1881 Henri Vieuxtemps

1821–1894 Pascual Emilio Arrieta y Corera

1821–1889 Giovanni Bottesini

1821–1873 August Conradi

1821–1895 Julius Möllendorf

1821–1876 József Müller

1821–1899 Václav Hugo Sawerthal

1821–1921 Gottfried Sonntag

1822–1890 César Franck

1822–1870 Joaquín Gaztambide Garbayo

1822–1876 Joseph Nesvadba

1822–???? Carl Neumann

1823–1894 Francisco Asenjo Barbieri

1823–1893 Karel Komzák I

1823–1892 Édouard Lalo

1823–1881 Jacques-Nicolas Lemmens

1823–1893 Carl Christian Møller

1823–1909 Ernest Reyer

1823–1883 Ludvík Šťastný

1824–1884 Bedřich Smetana

1824–1896 Anton Bruckner

1824–1874 Peter Cornelius

1824–1888 Albert Parlow

1824–1877 Friedrich Zikoff

1825–1889 Jean-Baptiste Arban

1825–1894 Dieudonné Dagnelies

1825–1904 Richard Hol

1825–1905 Julius Kosleck

1825–1892 Joseph Kovács

1825–1877 Cristóbal Oudrid y Segura

1825–1899 Johann Strauss jr.

1825–1898 Pierre Thielemans

1825–1880 Juliaan Wittock

1825–1898 Julius Schulhoff

1826–1902 Constantin Bender

1826–1854 Fanny Hünerwadel

1826–1890 Miroslav Könnemann

1826–1908 Franz Scheibelreither

1826–1906 Richard Schlepegrell

1826–1873 Anton Seifert

1826–1893 Adolphe Sellenick

1827–1913 Julius Lehnhardt

1827–1888 Anton Rosenkranz

1827–1881 Gustavo Rossari

1827–1891 Heinrich Saro

1827–1870 Josef Strauss

1828–1908 François-Auguste Gevaert

1828–1884 Domenico Lucilla

1828–1908 Carl Ludwig Unrath

1828–1919 Josef Wiedemann

1829–1869 Joseph Ascher

1829–1892 Amand Maerten

1829–1896 Willem Nicolaï

1829–1907 Eugenio Perolini

1829–1894 Anton Rubinstein

1830–1901 Joseph Callaerts

1830–1898 Carl Carl

1830–1915 Karl Goldmark

1830–1908 Edmund Kretschmer

1830–1897 Luigi Marchetti

1830–1909 Miguel C. Meyrelles

1830–1867 Alessio Olivieri

1830–1906 Jules Painparé

1830–1878 Henry Robyn

1830–1883 Gaetano Tosi

1831–1895 Emile Limbor

1831–1906 Jan Gerard Palm

1831–1864 Ferdinand Preis

1832–1879 Gerrit Isak van Eijken

1832–1911 Salvador Giner y Vidal

1832–1907 Georg Koppitz

1832–1918 Charles Lecocq

1832–1875 Rodolfo Mattiozzi

1832–1910 Karel Muldermans

1832–1890 Nicolás Ruiz Espadero

1832–1876 Johan August Söderman

1832–1878 Stefano Tempia

1832–1914 Ivan Zajc

1833–1887 Aleksandr Borodin

1833–1897 Johannes Brahms

1833–1899 Adolf Leander

1833–1913 Josef Richard Rozkošný

1833–1894 Friedrich Wilhelm Voigt

1834–1901 Peter Benoit

1834–1903 Theodor Kewitsch

1834–1886 Amilcare Ponchielli

1834–1905 Michael Ludwig Schmittroth

1835–1918 César Cui

1835–1914 Davorin Jenko

1835–1902 Laurent Menager

1835–1900 Rudolf Piefke

1835–1881 Nikolaj Rubinstein

1835–1921 Camille Saint-Saëns

1835–1913 Frans Johan Schweinsberg

1835–1916 Eduard Strauss

1836–1891 Léo Delibes

1836–1896 Antônio Carlos Gomes

1836–1899 Franz Scharoch

1836–1890 Pierre Strauwen

1836–1910 Friedrich August Trenkler

1837–1910 Mili Balakirev

1837–1911 Louis Canivez

1837–1911 Alexandre Guilmant

1837–1927 Paul Lacombe

1837–1915 Émile Waldteufel

1838–1920 Max Bruch

1838–1875 Georges Bizet

1838–1920 Paul Lacôme

1838–1898 Franz Lehár sr.

1838–1903 Jules Levy

1838–1900 David Wallis Reeves

1838–1903 Michel-Joseph Steenebruggen

1839–1886 Antonín Ambrož

1839–1916 Friedrich Gernsheim

1839–1896 Johann Nepomuk Král

1839–1881 Modest Moessorgski

1839–1916 Alwin Müller

1839–1903 Attilio Nuti

1839–1891 William E.M. Pettee

1839–1924 Winfield Scott Ripley

1839–1923 Amedeo Vella

1840–1866 Frans Dunkler

1840–1929 Eduard Kiesler

1840–1923 Alois Kraus

1840–1911 Samuel de Lange jr.

1840–1888 Carl Latann

1840–1928 Jean Baptiste Maillochaud

1840–1904 Giuseppe Mariani

1840–1896 Augustus Minker

1840–1899 Xoán Montes Capón

1840–1911 Johan Svendsen

1840–1893 Pjotr Iljitsj Tsjaikovski

1841–1894 Emmanuel Chabrier

1841–1904 Antonín Dvořák

1841–1922 Thorvald Lammers

1841–1918 Daniël de Lange

1841–1907 Donato Lovreglio

1841–1910 Carl Lumbye

1841–1907 Romualdo Marenco

1841–1901 Jules Moerman

1841–1890 Viktor Ernst Nessler

1841–1922 Felipe Pedrell

1841–1921 Franz Schmid

1842–1918 Arrigo Boito

1842–1918 Henri Kling

1842–1891 Calixa Lavallée

1842–1912 Mykola Lysenko

1842–1912 Jules Massenet

1842–1905 Gustaf Moerman

1842–1897 Carl Neudel

1842–1900 Arthur Seymour Sullivan

1843–1907 Edvard Grieg

1843–1923 Asger Hamerik

1843–1882 Henri-Joseph Labory

1843–1917 Charles Édouard Lefèbvre

1843–1922 Georg Lumbye

1843–1921 Justin Muldermans

1843–1922 August Reckling

1843–1903 Karel Richard Šebor

1843–1904 Edwin Swift

1843–1922 Carl Michael Ziehrer

1844–1918 Lothar Kempter

1844–1920 Anton Klemm

1844–1899 Vendelín Kopecký

1844–1897 Eduardo López Juarranz

1844–1903 Edmund Patzke

1844–1908 Nikolaj Rimski-Korsakov

1844–1928 Thomas H. Rollinson

1844–1913 Leander Schlegel

1844–1894 Ludwig Schlögel

1844–1927 George Dallas Sherman

1844–1909 Gustave Wettge

1845–1926 Anton Jørgen Andersen
 
1845–1924 Gabriel Fauré

1845–1902 Iwan Iosif Ivanovici

1845–1914 Thomas Koschat

1845–1885 Hendrik Waelput
 
1846–1908 Federico Chueca y Robres

1846–1925 Marie Jaëll

1846–1918 Traugott Munkelt

1846–1916 Francesco Paolo Tosti

1847–1907 Agathe Backer Grøndahl

1847–1923 Olaus Andreas Grøndahl

1847–1902 August Klughardt

1847–1927 Alessandro Liberati

1847–1936 David S. McCosh

1847–1921 Franz Meier

1847–1923 Kuno Graf von Moltke

1847–1917 Josef Pičman

1847–1919 Leopoldo Pieroni

1847–1912 Franz Rezek

1847–1903 Samuel Augustus Ward

1848–1918 Hubert Parry

1848–1912 František Kmoch

1848–1921 Luigi Mancinelli

1848–1936 Theodore Metz

1848–1902 Prosper Moerman

1848–1930 Pio Carlo Nevi

1848–1903 Robert Jean Julien Planquette

1848–1884 Teobaldo Power y Lugo-Viña

1848–1910 Harry Prendiville

1848–1926 José María Varela Silvari

1849–1895 Benjamin Godard

1849–1899 Anton Krettner

1849–1904 Achille La Guardia

1849–1921 Angelo Montanari

1849–1904 Joseph Peckham

1849–1905 Charles Puerner

1849–1907 Ramón Roig Torné

1849–1942 Ladislav Josef Filip Pavel Sawerthal

1849–1919 Paul Albin Stenz

1849–1924 Joseph Vézina

1849–???? Emanuel Žerovnický

## 1850–1899
1850–1925 Tomás Bretón

1850–1905 Karel Komzák II

1850–1906 Alexandre Luigini

1850–1909 Frank W. Meacham

1850–1927 Ole Olsen

1850–1925 Eugene C. Ramsdell

1850–1924 Xaver Scharwenka

1850–1893 Johann Schrammel

1850–1918 Aleksandr Sergejevitsj Tanejev

1850–1909 Francis Thomé

1851–1926 Victor Bendix

1851–1930 Oscar Borg

1851–1912 Jan Blockx

1851–1909 Ruperto Chapí y Lorente

1851–1894 Pietro Abbà Cornaglia

1851–1931 Vincent d'Indy

1851–1899 Viktor M. Kostelecký

1851–1922 Otto Langey

1851–1926 Charles Leroux

1851–1930 Jacques Martin

1851–1937 Josef Matys

1851–1928 Paul Mestrozi

1851–1938 Marius Millot

1851–1934 Frank Rush Webb

1852–1913 Josef Bayer

1852–???? Walter Lewis

1852–1941 Jean Marie Missud

1852–1896 Johann Novotný

1852–1917 Camilo Pérez Laporta

1852–1916 George Southwell

1852–1928 Léon Walpot

1852–1924 Charles Villiers Stanford

1853–1886 Ezra Mahon Bagley

1853–1911 Alois Kocourek

1853–1915 Luigi Logheder

1853–1883 Ciprian Porumbescu

1853–1940 William Scouton

1853–1921 Gabriel Šebek

1854–1923 Jerónimo Giménez y Bellido

1854–1921 Engelbert Humperdinck

1854–1928 Leoš Janáček

1854–1944 Henri Lietaert

1854–1925 Moritz Moszkowski

1854–1911 Karl Freiherr von Paumgarten

1854–1932 John Philip Sousa

1854–1912 Edgar Tinel

1854–1925 Jan Werkman

1854–1924 Bernard Zweers

1855–1899 Ernest Chausson

1855–1937 Josef Klička I

1855–1932 John Mackenzie-Rogan

1855–1932 Julius Röntgen

1855–1926 Hans Schneider

1855–1933 Theodore Moses Tobani

1855–1940 Pierre-Joseph Turine

1856–1932 Hubert de Blanck

1856–1928 Pieter Joseph Kessels

1856–1941 Johannes Kuhlo

1856–1924 Johann Müller

1856–1935 Alois Neidhardt

1856–1929 Ernest Newton

1856–1914 Henri Petri

1856–1924 Alwin Reindel

1856–1941 Christian Sinding

1856–1931 Thomas V. Short

1856–1915 Sergej Tanejev

1856–1908 Joseph Franz Wagner

1857–1922 Edwin Eugene Bagley

1857–1944 Emile von Brucken Fock

1857–1944 Cécile Chaminade

1857–1945 Edward Elgar

1857–1930 Marjory Kennedy-Fraser

1857–1923 Gustave Kerker

1857–1941 Wilhelm Kienzl

1857–1951 Camillo De Nardis

1857–1944 Sylvio Lazzari

1857–1939 Virginio Leotardi

1857–1944 Karl Mühlberger

1857–1943 Albert Rossow

1857–1935 Carl Sander

1857–1935 Giovanni Tarditi

1857–1898 Niccolò van Westerhout

1858–1932 Mathieu Kessels

1858–1919 Ruggero Leoncavallo

1858–1930 Gustav Mahr

1858–1904 Johan Marin

1858–1929 Siegfried Ochs

1858–1924 Edward Taylor Paull

1858–1915 Jan Pavlis jr.

1858–1924 Giacomo Puccini

1858–1946 Fritz Reitz

1858–1936 Berardo Sbraccia

1858–1935 Will Skaggs

1858–1944 Ethel Mary Smyth

1858–1899 Richard Stahl

1858–???? Hans Stilp

1858–1931 Eugène Ysaÿe

1859–1935 Gerard von Brucken Fock

1859–1951 Josef Bohuslav Foerster

1859–1935 Michail Ippolitov-Ivanov

1859–1883 Per Lasson
 
1859–1932 Clovis Lecail

1859–1929 Charles Le Thière

1859–1929 William H. Mackie

1859–1941 Cesare Manganelli

1859–1942 Emil Meinardus

1859–1929 Theodor Franz Schild

1859–1934 Arnold Spoel

1859–1936 Karl Wetaschek

1860–1903 Hugo Wolf

1860–1909 Isaac Albéniz

1860–1920 Josef Král

18??–1943 Pierre Nelson Labole

1860–1924 Fred Luscomb

1860–1911 Gustav Mahler

1860–1918 Angelo Mosiello

1860–1929 Rudolf Nováček

1860–1941 Ignacy Jan Paderewski

1860–1934 Gabriel Parès

1860–1936 Oreste Riva

1860–1935 Alfred George Robyn

1860–1945 Emil Nikolaus von Rezniček

1860–1911 Edmund Schücker

1860–1946 Charles Trussel

1860–1929 Alessandro Vessella

1861–1906 Anton Stepanovich Arensky

1861–???? William F. Kretschmer

1861–1920 Franz Laumans

1861–1916 Louis-Philippe Laurendeau

1861–1927 August Meeus

1861–1932 Erik Meyer-Helmund

1861–1937 Léon Moeremans

1861–1940 Hendrik Moerman

1861–1924 Lionel Monckton

1861–1918 Monroe H. Rosenfeld

1861–1930 Frank Winterbottom

1861–1944 Johannes Zaagmans

1862–1918 Claude Debussy

1862–1934 Frederick Delius

1862–1921 Alphons Diepenbrock

1862–1952 Carl Friedemann

1862–1943 Manuel Font Fernández de la Herrán

1862–1932 Robert A. King

1862–1945 Louis Langlois

1862–1939 Josef Laßletzberger

1862–1944 Leopold Loeser

1862–1901 Ethelbert Nevin

1862–1936 William Rimmer

1862–1942 Emil von Sauer

1862–1921 Hermann Josef Schneider

1862–1941 Johan Wagenaar

1862–1916 Charles A. Zimmermann

1863–1931 Emánuel Moór

1863–1926 Olaf Jørgensen 

1863–1942 Leonhard Kleiber

1863–1940 Quirino Lazzarini

1863–1920 Paul-Henri-Joseph Lebrun

1863-1919 Xavier Leroux

1863–1940 Max Marschalk

1863–1904 Luigi Musso

1863–???? Antonio Romeo

1863–1932 William Henry Christian Santelmann

1863–1924 Frank R. Seltzer

1863–1934 Carl Smulders

1863–1943 Jules-Emile Strauwen sr.

1863–1931 Paul Vidal

1863–1948 Jāzeps Vītols

1863–1936 Eduard Wagnes

1863–1945 Pietro Mascagni

1864–1928 Thomas Augustine Barrett

1864–1925 Hjalmar Borgstrøm

1864–1935 Johan Halvorsen

1864–1920 Alberto Nepomuceno

1864–1932 James Ord Hume

1864–1927 Sakunosuke Koyama

1864–1936 George M. Rosenberg

1864–1936 Karl Schell

1864–1954 John Slatter

1864–1949 Richard Strauss

1864–1922 Carl Teike

1864–1944 Vilém Vacek

1864–1949 Hale Ascher VanderCook

1865–1947 Cornelis Andriessen

1865–1937 August De Boeck

1865–1935 Paul Dukas

1865–1942 Paul Gilson

1865–1936 Aleksandr Glazoenov

1865–1941 Otto Kockert

1865–1944 Alfredo Javaloyes López

1865–1945 Joaquin Larregla y Urbieta

1865–1913 Gustav Carl Luders

1865–1914 Albéric Magnard

1865–1926 Jan Morks

1865–1940 Kenshi Nagai

1865–1931 Carl Nielsen

1865–1945 Klaus Østby

1865–1939 Walter Bowman Rogers

1865–1957 Jean Sibelius

1866–1924 Ferruccio Busoni

1866–1950 Francesco Cilea

1866–1901 Vasili Kalinnikov

1866–1911 František Krejčík

1866–???? Walter Lewis (1866)

1866–1946 Paul Lincke

1866–???? Vincenzo Maltese Fauci

1866–1968 Luigi Manazza

1866–1900 Ottokar Nováček

1866–1939 Jean Preckher

1866–1944 Velino M. Preza Castro

1866–1925 Erik Satie

1866–1926 Willem Frederik Siep

1866–1939 Johann Strauss III

1867–1903 Antonio Álvarez Alonso

1867–1943 Gustaaf de Pauw

1867–1916 Enrique Granados

1867–1948 Umberto Giordano

1867–1950 Charles Koechlin

1867–1910 Giuseppe Macchiotti

1867–1941 Giuseppe Manente

1867–1941 Hiram C. Miller

1867–1935 Samuel E. Morris

1867–1942 Albert Neudel

1867–1957 Charles Roberts

1867–1940 Frederick Rosse

1867–1952 Arnold Rust

1867–1946 Roland Forrest Seitz

1868–1914 Tor Aulin
 
1868–1924 Julián Aguirre

1868–1933 Jan Brandts Buys

1868–1957 Charles Krauschaar

1868–1938 Wilhelm Lüdecke

1868–1945 August Maes

1868–1916 Hamish MacCunn

1868–1922 Vittorio Monti

1868–1952 Lodewijk Mortelmans

1868–1894 Juventino Rosas Cadenas

1868–1942 Thorvald Otterstrom 

1868–1934 Gustav Sabac-el-Cher

1868–1941 Tokichi Setoguchi

1868–1920 Cayetano Alberto Silva

1868–1944 Engelbert Sitter

1868–1941 Charles Sanford Skilton

1868–1936 Antonius Adrianus Maria Tierolff

1868–1958 Nehemias Tjernagel

1869–1916 Gonzalo Barrachina Sellés

1869–1936 Rudolph Magnus Forwald

1869–1935 Thomas Keighley

1869–1956 John Klohr

1869–1929 Jens Bodewalt Lampe

1869–1942 Perry George Lowery

1869–1957 Jakob Mathias Pazeller

1869–1929 Alwin Peschke

1869–1949 Hans Pfitzner

1869–1947 Wilhelm Pochmann

1869–???? Charles Rockwell

1869–1937 Albert Roussel

1869–1946 David Stephen

1869–1948 John Siebert Taylor

1869–1931 Jozef Van der Meulen

1869–1949 John Levin Verweire

1869–1930 Siegfried Wagner

1869–1938 Lambert Wetzels

1869–1930 Rudolf Zamrzla

1870–1957 Jules Blangenois

1870–1956 Vicente Gómez-Zarzuela y Pérez

1870–1957 Jules Blangenois (Banon Jemy)

1870–1928 Julio Laporta Hellín

1870–1894 Guillaume Lekeu

1870–1922 Vicente Lleó Balbastre

1870–1929 Alexander Frame Lithgow

1870–1931 Frank Hoyt Losey

1870–1938 Franz Pollak

1870–1942 Arthur Pryor

1870–1964 Melvin H. Ribble

1870–1965 Joseph Ryelandt

1870–1958 Florent Schmitt

1870–1943 Georges Sporck

1870–1920 Hermann Starke

1870–1940 Bart Verhallen

1870–1937 Louis Vierne

1871–1940 Anton Kraul

1871–1923 John Wesley Lafferty sr.

1871–1943 Hermann Löhr

1871–1906 Santiago Lope Gonzalo

1871–1970 Eduardo López-Chávarri y Marco

1871–1942 Adolf Lotter

1871–1944 Martin Lunssens

1871–1937 Joseph C. McCanles

1871–1933 Georg Meßner

1871–1963 Victor Petrus Ludovicus Muyldermans

1871–1937 Emilio Rivela

1871–1942 Floyd J. Saint Clair

1871–1949 Josef Striczl

1871–1969 Thomas W. Thurban

1871–1932 Amadeu Vives i Roig

1871–1942 Alexander Zemlinsky

1872–1960 Hugo Alfvén

1872–1932 Eyvind Alnæs

1872–1973 Henri Büsser

1872–1916 Julius Fučík

1872–1920 William Kiefer

1872–1934 Antonín Kučera

1872–1930 Albert Löfgren

1872–1944 Manuel López Farfán

1872–1957 Fernand Mertens

1872–1958 Prokop Oberthor

1872–1954 Fernand Rogister

1872–1933 Giovanni Serra

1872–1921 Déodat de Séverac

1872–1915 Aleksandr Skrjabin

1872–1938 Otto Trobäck

1872–1927 Ernst Urbach

1872–1958 Ralph Vaughan Williams

1872–1946 Harry Von Tilzer

1872–1953 John S. Zamecnik

1872–1942 Alexander Zemlinsky

1873–1936 Georges Caussade

1873–1968 Anna Cramer

1873–1953 Joseph Jongen

1873–1947 Vigilio Kirchner

1873–???? Richard Kugler

1873–1949 Julius Maasberg

1873–1937 Giulio Maffeis

1873–1951 Simone Mantia

1873–1948 Pascual Marquina Narro

1873–1956 Vincent Daniel Nirella

1873–1949 Henri Rabaud

1873–1943 Sergej Rachmaninov

1873–1916 Max Reger

1873–1931 Dirk Schäfer

1873–1941 José Serrano Simeón

1873–1918 Rudolf Tobias,

1873–1935 Ricardo Villa González

1874–1947 Reynaldo Hahn

1874–1934 Gustav Holst

1874–1954 Charles Ives

1874–1944 Max Langer

1874–1913 Alfred Margis

1874–1965 Robert Gorham Morse

1874–1932 Francesco Paolo Neglia

1874–1941 Rudolf Obruča

1874–1964 Alessandro Peroni

1874–1928 Francis Popy

1874–1958 József Pécsi-Prichystal

1874–1951 Arnold Schönberg

1874–???? Julius Seredy

1874–1948 Oley Speaks

1874–1966 Henry Stern

1874–1935 Josef Suk

1874–1956 Sándor Szeghő

1874–1939 Franz Schmidt

1875–1911 Mikalojus Konstantinas Čiurlionis

1875-1957 Henry Février

1875–1956 Reinhold Glière

1875–1959 Albert Ketèlbey

1875–1962 Fritz Kreisler

1875–1949 Jaroslav Labský

1875–1947 Alfredo Macchitella

1875–1946 Ernesto Marquina Narro

1875–1952 Italo Montemezzi

1875–1962 Raymond Moulaert

1875–1935 Karl-Friedrich Mueller

1875–1960 Francis A. Myers

1875–1954 John T. Newcomer

1875–1925 Joseph Weston Nicholl

1875–1954 Alfredo Palombi

1875–1958 Anton Pauker

1875–1932 Antonio Pérez Verdú

1875–1968 Theodor Pinet

1875–1937 Maurice Ravel

1875–1941 Primo Riccitelli

1875–1938 Cyril Bradley Rootham

1875–1917 Paul Alfred Rubens

1875–1936 Anton Siuschegg

1875–1945 Louis Slootmaeckers

1875–1944 Siegfried Translateur

1875–1953 Arthur Wood

1876–1954 Flor Alpaerts

1876–1937 Fridthjov Anderssen 

1876–1956 Hermann Ludwig Blankenburg

1876–1972 Havergal Brian

1876–1946 Manuel de Falla

1876–1951 Jan Ingenhoven

1876–1919 Manuel Klein

1876–1961 Frits Koeberg

1876–???? Rudolf Lorenz

1876–1964 Michele F. Lozzi

1876–1948 Carl Lutz

1876–1937 Benjamin George McFall

1876–1937 Pasquale Quatrano

1876–1950 Jules Gaspard Semler-Collery

1876–1945 Albert C. Sweet

1876–1944 William G. Whittaker

1876–1948 Ermanno Wolf-Ferrari

1876–1956 Wilhelm Zehle

1877–1952 Siergiej Bortkiewicz

1877–1953 Helen Buchholtz

1877–1960 Ernő Dohnányi

1877–1944 Max Guillaume

1877–1933 Sigfrid Karg-Elert

1877–1951 Hans Kliment sr.

1877–1969 Richard Knoch

1877–1953 Elisabeth Kuyper

1877–1944 Paul Ladmirault

1877–1953 Anton Mader

1877–1959 Armand Marsick

1877–1953 Roderich Mojsisovics von Mojsvár

1877–1947 Camilo Pérez Monllor

1877–1946 Feliks Nowowiejski

1877–1953 Roger Quilter

1877–1967 Gustave Samazeuilh

1877–1936 Hermann Silwedel

1877–1930 Clay Smith

1877–1945 Ernst Stieberitz

1877–1965 Charles Storm

1877–1946 Karl von Thann

1877–1944 Pavel Tsjesnokov

1877–1955 Frans Zielens

1878–1959 Valéry Bury

1878–1914 Gabriel Dupont

1878–1951 José Cristino Franco Ribate

1878–1956 Edwin Franko Goldman

1878–1952 Artur Kapp

1878–1924 Karel Komzák III

1878–1959 Theodor Robert Leuschner

1878–1937 Harry J. Lincoln

1878–1962 Bruto Mastelli

1878–1967 W. Dwight McCaughey

1878–1941 Teiichi Okano

1878–1953 Frank Panella

1878–1946 Charles Wesley Parker

1878–1978 Giovanni Pennacchio

1878–1956 Joseph John Richards

1878–1959 Theo Rüdiger

1878–1934 Franz Schreker

1878–1954 Martin Schröder

1878–1945 Gardell Simons

1878–1947 Jean Strauwen

1878–1960 George J. Trinkaus

1878–1956 Albert Von Tilzer

1878–1954 Henri Zagwijn

1879–1942 Jean Gilbert

1879–1954 Peter van Anrooy

1879–1940 René-Emmanuel Baton

1879–1976 Pietro Berra

1879–1941 Frank Bridge

1879–1957 Joseph Canteloube

1879–1962 John Ireland

1879–1948 Markus Koch

1879–1955 Mayhew Lester Lake

1879–1950 Simon Petrus van Leeuwen

1879–1936 Edward B. Llewellyn

1879–1959 Tippe Lumbye

1879–1942 Pablo Luna Carné

1879–1951 Alfrēds Kalniņš

1879–1954 Hermann Männecke

1879–1959 Johann Heinrich Müller

1879–???? Pedro Navarro jr.

1879–1967 Lucien Niverd

1879–1970 Hermann Pecking

1879–1936 Ottorino Respighi

1879–1947 Gustav Roob

1879–1935 Mariano San Miguel Urcelay

1879–1949 Chris Smith

1879–1931 Charles C. Sweeley

1879–1958 Moritz von Thann

1879–1964 Jean Rogister

1879–1972 Jan Roelof van der Glas

1880–1959 Ernst Bloch

1880–1960 Louis Cahuzac

1880–1963 Pasquale La Rotella

1880–1969 Albert Meijns

1880–1939 Manuel Penella Moreno

1880–1930 Evaristo Pérez Monllor

1880–1923 Max Oscheit

1880–1950 Rudolph Palm

1880–1943 Al Pinard

1880–1971 Adam Prohászka

1880–1933 Josef Karl Richter

1880–1944 Walter Rolfe

1880–1932 Reveriano Soutullo Otero

1880–1975 Robert Stolz

1880–1960 Clarence Cameron White

1880–1946 Franz Zita

1881–1945 Béla Bartók

1881–1969 Petrus Bernardus Bisselink

1881–1957 Sem Dresden

1881–1955 Arne Eggen

1881–1955 George Enescu

1881–1937 Paul Fauchet

1881–1944 Jan van Gilse

1881–1984 Paul Le Flem

1881–1967 Edvin Kallstenius

1881–1944 Johann Langer

1881–1948 Carlos López Buchardo

1881–1961 Anton Maurer

1881–1940 Louis Panella

1881–1947 Adrien Pellegrin

1881–1940 Robert Pensch

1881–1945 Frederick Joseph Ricketts

1881–1955 George Rosenkrans

1881–1915 Charles Sanglear

1881–1956 Adelbert Wells Sprague

1881–1950 Franz Springer

1881–1950 Semjon Tsjernetski

1881–1954 Václav Vačkář

1881–1952 Viktor Widqvist

1881–1947 Ernest Samuel Williams

1882–1968 Germán Álvarez Beigbeder

1882–1954 Walter Braunfels

1882–1961 Percy Grainger

1882–1972 Alf Hurum

1882–1967 Zoltán Kodály

1882–1963 Simon Kooyman

1882–???? Franz Lakony

1882–1963 Albert Lietaert

1882–1941 Wilhelm Lindemann

1882–???? Achille Lizzi

1882–1973 Gian Francesco Malipiero

1882–1964 Joseph Marx

1882–1965 Harry S. Mayhall

1882–1959 Robert McAnally

1882–1946 Ferruccio Michelini

1882–1964 Charles O'Neill

1882–1948 Manuel Ponce

1882–1947 Joseph Potužník

1882–1957 Alois Röthlin

1882–1963 Mart Saar

1882–1973 Domenico Savino

1882–1951 Artur Schnabel

1882–1973 Richard Schumann

1882–1956 Hans Stilp jr.

1882–1971 Igor Stravinsky

1882–1937 Karol Szymanowski

1882–1949 Joaquín Turina Pérez

1882–1959 Ernst Robert Uebel

1882–1959 Haydn Wood

1883–1946 Aleksandr Vasiljevitsj Aleksandrov

1883–1969 Ernest Ansermet

1883–1953 Arnold Bax

1883–1961 Rudolf Kummerer

1883–???? Virgilio Lizzi

1883–1964 Alfred Mahy

1883–1964 Julián Palanca Masiá

1883–1963 Johann Pilles

1883–???? Louis Prodhomme

1883–1957 Carl Arthur Richter

1883–1960 Mathieu Spoel

1883–1954 Charles Frederick Thiele

1883–1965 Edgard Varèse

1883–???? Max Villinger

1883–1953 Ernest Weber

1883–1945 Anton Webern

1883–1951 Bedřich Antonín Wiedermann

1883–1950 Lord Berners

1884–1964 Vasili Agapkin

1884–1934 Earl E. McCoy

1884–1972 Pietro Marincola

1884–1966 Arthur Meulemans

1884–1947 Ture Rangström

1884–1945 Max Rhode

1884–1966 Randolph R. Ricketts

1884–1953 Ludomir Różycki

1884–1946 Emil Ruh

1884–1946 Francis Salabert

1884–1967 Heinrich Steinbeck

1884–1957 Jaime Texidor Dalmau

1885–1959 Fridtjof Backer-Grøndahl

1885–1935 Alban Berg

1885–1969 Jos de Klerk

1885–1961 Werner Klebba

1885–1953 Eduard Künneke

1885–1952 Giacomo Lacerenza

1885–1974 Antonio Landriscina

1885–1963 Artur Lemba

1885–1968 Borys Ljatosjynsky

1885–???? Ludwig Lürman

1885–1952 Carl Mader

1885–???? Samuel J. Mustol

1885–1960 Josef Řehoř

1885–1961 Wallingford Riegger

1885–1956 Sam Rydberg

1885–1950 Hermann Schmidt

1885–1952 Fortunato Sordillo

1885–1977 Trygve Torjussen 

1885–1970 Alfred Pasquale Zambarano

1886–1979 Rebecca Clarke

1886–1973 Domingo Julio Gómez García

1886–1969 Hermann Grabner

1886–1961 Jesús Guridi Bidaola

1886–1953 Albert Lefèbvre

1886–1965 Angelo Domenico Luiso

1886–1976 Pedro Sanjuán Nortes

1886–1963 Daniël Ruyneman

1886–1962 Florent Leonard Ruyssinck

1886–1966 Albert Thiry

1886–1959 Jef Van Hoof

1886–???? Hans Weber

1886–1965 Kosaku Yamada

1887–1964 Willem Andriessen

1887–1974 Kurt Atterberg

1887–1936 Bernard van Dieren

1887–1970 Heino Eller

1887–1991 Adrianus Cornelis van Leeuwen

1887–1947 Leevi Madetoja

1887–1961 José María Martín Domingo

1887–1952 Shinpei Nakayama

1887–1963 Arthur Ney

1887–1965 Kiyoshi Nobutoki

1887–1978 Jean-René Quignard

1887–1951 Sigmund Romberg

1887–1982 Arthur Rubinstein

1887–1975 Albert D. Schmutz

1887–1971 Fritz Schori

1887–1966 Joeri Sjaporin

1887–1953 Pedro Sosa López

1887–1953 Florence Price

1887–1964 Ernst Toch

1887–1959 Heitor Villa-Lobos

1887–1945 Domenico Villoni

1887–1982 Jacobo Palm

1888–1989 Irving Berlin

1888–1979 Louis Durey

1888–1974 David Monrad Johansen

1888–1956 Bohuslav Leopold

1888–1954 Hermann Nielebock

1888–1967 Arthur Prévost

1888–1964 Lothar Riedinger

1888–1975 Cornelius Herminus Rijke

1888–1956 Ludwig Siede

1888–1953 Bernhard van den Sigtenhorst Meyer

1888–1971 Max Steiner

1888–1940 Emil Štolc

1888–1957 Erwin Trojan

1888–1982 Burnet Tuthill

1888–1967 Matthijs Vermeulen

1889–1962 Ricardo Lamote de Grignon y Ribas

1889–1978 Josef Klička II

1889–???? Richard Kurth

1889–1972 Sverre Jordan
 
1889–1974 Karl Landgrebe

1889–1961 Nick LaRocca

1889–1958 Gian Battista Mantegazzi

1889–1963 Giulio Andrea Marchesini

1889–1951 Emiel Henri Martony

1889–1980 Jacob Muller

1889–1971 Alfons Nicolaï

1889–1944 Satoru Onuma

1889–1960 José Padilla Sánchez

1889–1953 Pascual Pérez Choví

1889–1970 Klemens Perner

1889–1971 Géza Pongrácz

1889–1969 Walter Schild-Schnyder

1889–1959 Frederick Preston Search

1889–1967 Frank Simon

1890–1981 René Barbier

1890–1961 Francis de Bourguignon

1890–1955 Luís de Freitas Branco

1890–1921 Francisco Cuesta Gómez

1890–1969 Pauline Hall

1890–1962 Jacques Ibert

1890–1951 José Manuel Izquierdo Romeu

1890–???? Georg Kramer

1890–1965 Hermanus Thomas Lureman

1890–1974 Frank Martin

1890–1959 Bohuslav Martinů

1890–1987 Earl V. Moore

1890–1960 Adolf Kristoffer Nielsen

1890–1966 Gösta Nystroem

1890–1950 Giuseppe Piantoni

1890–1952 Richard Maldwyn Price

1890–1969 A. Louis Scarmolin

1890–1964 Maurice Schoemaker

1890–1965 Harry Tierney

1890–1931 Juan Vert Carbonell

1891–1992 Arsène Becuwe

1891–1971 Karl L. King

1891–1966 Arthur Lourié

1891–1976 Georges Migot

1891–1975 Constant Moreau

1891–1974 Edvard Moritz

1891–1965 Haydn Morris

1891–1944 Rafael Oropesa Clausín

1891–1953 Sergej Prokofjev

1891–1973 Ivar Widner

1891–???? André Wilmet

1892–1960 Paul Abraham

1892–1981 Hendrik Andriessen

1892–1981 Oscar van Hemel

1892–1955 Ilmari Hannikainen

1892–1955 Arthur Honegger

1892–1972 Concetto Lentini

1892–1982 Hanns Löhr

1892–1971 Lode Meeus

1892–1974 Darius Milhaud

1892–1956 Leif G. Orvan

1892–1964 Alois Pachernegg

1892–1972 Johan Frederik Pala

1892–1985 Hilding Rosenberg

1892–1970 Paul Sigmund

1892–1958 Bruno Stürmer

1892–1983 Germaine Tailleferre

1892–1975 Vladimir Visjnevetski

1892–1954 Paul Wäldchen

1892–1988 Kaikhosru Shapurji Sorabji

1893–1974 Jean Absil

1893–1972 Gerard Boedijn

1893–1978 Benoît Franssen

1893–1973 Alois Hába

1893–1958 Adrianus Joannes Maas

1893–1980 Francesco Marchesiello

1893–1965 Herman Meulemans

1893–1977 Azer Moenaert

1893–1969 Douglas Stuart Moore

1893–1945 Kurt Noack

1893–1977 Joseph Olivadoti

1893–1967 Manuel Palau Boix

1893–???? Joseph Paulson

1893–1969 Walter Pfeuffer

1893–1990 Paul Amadeus Pisk

1893–1968 Bernard Rogers

1893–1987 Hans Schmid

1893–1962 Leroy Shield

1893–1971 Jules Strens

1893–1969 Gottfried Stucki

1894–1964 Théo De Joncker

1894–1962 Fridthjof Kristoffersen

1894–1962 Erik W. G. Leidzén

1894–1954 Auguste Liessens

1894–1975 Giulio Maffeis (1894-1975)

1894–1969 François Menichetti

1894–1939 Esteban Peña Morell

1894–1947 Willem Pijper

1894–1976 Walter Piston

1894–1955 Josef Eduard Ploner

1894–1977 Salvatore Pucci

1894–1968 Francis Eugene Resta

1894–1976 José Rozo Contreras

1894–1961 Enrico Sabatini

1894–1942 Erwin Schulhoff

1894–1970 Heinrich Stranner

1894–1970 Jan Uhlíř

1894–1969 Renaat Veremans

1894–1964 Franz Wangermée

1894–1979 Paul Dessau

1894–1973 Lorenz Rohde

1894–1930 Philip Heseltine

1895–1968 Antonín Borovička

1895–1952 Henriëtte Bosmans

1895–1951 Jacinto Guerrero y Torre

1895–1963 Paul Hindemith

1895–1984 Gordon Jacob

1895–1978 Franz Kinzl

1895–1952 Jo Knümann

1895–1963 Ernesto Lecuona

1895–1962 Karl Mosheimer

1895–1982 Carl Orff

1895–1988 Giovanni Orsomando

1895–1953 Paul Prager

1895–1978 William Grant Still

1895–1966 Frank Leo Ventre

1895–1980 Alexander Voormolen

1895–1967 Denis Wright

1896–1981 Howard Hanson

1896–1987 Keith Parmeter Latey

1896–1969 Leopoldo Magenti Chelvi

1896–1981 Friedrich Mehler

1896–1963 Fritz Reuter

1896–1981 Albert Ernest Sims

1896–1977 Petko Stainoff

1896–1989 Virgil Garnett Thomson

1896–1984 Wladimir Vogel

1897–1984 Paul Ben-Haim

1897–1983 Léon Biessen

1897–1968 Luis Gianneo

1897–1980 Pieter Leemans

1897–1970 Antoon van Leest

1897–1974 Quinto Maganini

1897–1964 Vittorio E. Maiorana

1897–1948 Gerardo Matos Rodríguez

1897–1967 René Matthes

1897–1969 Alfons Meier-Böhme

1897–1976 Josep Moreno Gans

1897–1965 Willy Müller-Medek

1897–1963 Karl Pauspertl

1897–1965 Thomas James Powell

1897–1992 Harald Sæverud

1897–1979 Karl Schönfeldinger

1897–1953 Willy Schootemeijer

1897–1968 Frank Skinner

1897–1988 Pablo Sorozábal Mariezcurrena

1897–1959 Lamar Edwin Stringfield

1897–1988 Meiro Sugahara

1897–1986 Alexandre Tansman

1897–1980 Maurice Thöni

1897–1963 Albert Tittel

1897–1973 Terig Tucci

1898–1937 George Gershwin

1898–1962 Hanns Eisler

1898–1950 Louis Gasia

1898–1979 Roy Harris

1898–1995 Merle Isaac

1898–1964 Daniel Lazarus

1898–1979 Jeanne Leleu

1898–1982 Giuseppe Mariani

1898–1982 Robert Martin

1898–1974 José Martínez Peralto

1898–1974 Antonio Pantión Pérez

1898–1978 Mariano Puig Yago

1898–1964 Anton Röllin

1898–1953 Edouard Roethlisberger

1898–1985 Boleslaw Szczeniowski

1898–1944 Viktor Ullmann

1898–???? Ira Francis Vail

1898–1965 Karl Vigl sr.

1898–1974 Lev Knipper

1899–1983 Georges Auric

1899–1986 Lajos Bárdos

1899–1978 Carlos Chávez

1899–1978 Robert Gilbert (musicus)

1899–1965 Anthon van der Horst

1899–1988 Manuel López-Quiroga Miguel

1899–1979 Raymond Loucheur

1899–1986 William Lovelock

1899–na 1933 Lode Maes

1899–1985 Lovro von Matačić

1899–1955 Harl McDonald

1899–1954 Jan Maklakiewicz

1899–1993 Leon Metcalf

1899–1985 Piet van Mever

1899–1979 Charles Miller

1899–1997 Renaat Mores

1899–1966 Albert Müller

????–1947 Umberto Nicoletti

1899–1973 Odd Grüner-Hegge 

1899–1961 Kai Nielsen

1899–1963 Francis Poulenc

1899–1940 Silvestre Revueltas

1899–1992 Yngve Sköld

1899–1970 André Souris

1899–1950 Delaware Staigers

1899–1984 Randall Thompson

1899–1977 Alexander Nikolajewitsj Tsjerepnin

1899–1962 George Henry Willcocks

1899–1963 Thomas Beck

1899–1975 Kenneth Anthony Wright

## 1900–1949
1900–1959 George Antheil

1900–1943 Emilio Cebrián Ruiz

1900–1990 Aaron Copland

????–1967 Luis González Ñarro

1900–1991 Ernst Křenek

1900–1972 Florencio Ledesma Estrada

1900–1998 Edmund Löffler

1900–1967 Georges Lonque

1900–1972 Eleuterio Lovreglio

1900–1974 Carl Richard Luther

1900–1965 Léon Maes

1900–1964 Colin McPhee

1900–1959 Henri Mestrez

1900–???? Earl M. Moss

1900–1992 Walther Noack

????–1970 Wilhelm Friedrich Norbisrath

1900–1977 Samuel Rhodes

1900–1972 Willy Richartz

1900–1984 Arthur Schwartz

1900–1943 Leo Smit

1900–1967 Adolf Vančura

1900–1946 Franz Villgrattner

1900–1950 Kurt Weill

1901–1970 Franz Königshofer

1901–1966 Boris Koutzen

1901–1986 Napoleone Longo

1901–1966 Daniele Maffeis

1901–1979 Tommaso Mazzola

1901–1985 Francis Howard McKay

1901–1984 Ivo Mortelmans

1901–???? Karl Moser

1901–1975 Anton Paulik

1901–1981 Ernst Pepping

1901–1988 Marcel Poot

1901–1983 Francis Johnson Pyle

1901–1978 Drake Rimmer

1901–1986 Luis Rivera González

1901–1999 Joaquín Rodrigo Vidre

1901–1986 Edmund Rubbra

1901–1987 Arnošt Rychlý

1901–1987 Alexander Schreiner

1901–1978 Tibor Serly

1901–1979 Konrad Stekl

1901–1982 Sepp Thaler

1901–1971 Henri Tomasi

1901–1990 Guido Waldmann

1901–1961 Ian Whyte

1901–1970 Frank Wright

1902–1953 Georges Aeby

1902–1947 Jacques Beers

1902–1995 Pedro Braña Martínez

1902–1969 Gaston Brenta

1902–1986 Maurice Duruflé

1902–1950 Willy Koester

1902–1982 Homer C. LaGassey sr.

1902–1989 Cecil B. Leeson

1902–1967 Theodore Mesang

1902–1975 Franz Josef Meybrunn

1902–1992 Harry Mortimer

1902–1950 Alfredo Pucci

1902–1994 Jean-François Redouté

1902–1973 Hans Reinhardt

1902–1973 Josef Rixner

1902–1979 Richard Rodgers

1902–1985 Hilarion Rubio y Francesco

1902–1972 Friedrich Wilhelm Rust

1902–1982 Hans Schmidt

1902–1988 Jules Semler-Collery

1902–1972 Joseph E. Skornicka

1902–???? Earl Slocum

1902–1969 Veselin Stojanov

1902–2005 Jenő Takács

1902–1982 Karel Vacek

1902–1988 Jaromír Vejvoda

1902–1976 Piero Vidale

1902–1984 Meredith Willson

1902–1966 Peter Yorke

1902–1978 Karl Zaruba

1903–1982 Arie den Arend

1903–1989 Lennox Berkeley

1903–1975 Boris Blacher

1903–1975 Gérard Favere

1903–1976 Hubert Lelièvre

1903–1976 Nikolai Lwowitsj Lopatnikoff

1903–1982 Leighton Lucas

1903–1978 Nicolas Nabokov

1903–1975 Jelle Nauta

1903–1994 Graham T. Overgard

1903–1975 Martti Parantainen

1903–1973 Herman M. Parris

1903–1986 Flor Peeters

1903–1997 Shabtai Arieh Petrushka

1903–1994 Sebastián Piana

1903–1974 Friedrich Piket

1903–???? Jacques Press

1903–1977 Franz Reinl

1903–1977 Louis Reisacher

1903–1976 Artturi Rope

1903–1992 David Saliman-Vladimirov

1903–1984 Max Schönherr

1903–1984 Edrich Siebert

1903–1944 Ilse Weber

1904–1992 Perfecto Artola Prats

1904–1975 Luigi Dallapiccola

1904–1972 Balys Dvarionas

1904–1989 Géza Frid

1904–1962 Nikolaj Pavlovitsj Ivanov-Radkevitsj

1904–1953 Jesús García Leoz

1904–1987 Dmitri Kabalevski

1904–2000 Jānis Kalniņš

1904–1984 Piet Ketting

1904–???? Elzard Kuhlman

1904–1987 Wilhelm Langheinrich jr.

1904–1987 Robert Lobovsky

1904–1988 Frederick Loewe

1904–1957 Richard Mohaupt

1904–1967 Umberto Montanaro

1904–1975 Paul Montavon

1904–1983 Pietro Pernice

1904–1986 Armand Preud'homme

1904–1973 Emil Rameis

1904–1976 Maurice Reichard

1904–1941 Rudolf Reisner

1904–1999 Attilio Rucano

1904–???? Kenneth Denton Simmons

1904–1949 Nikolaos Skalkottas

1904–1980 Marcel Slootmaeckers

1905–1984 René Bernier

1905–1977 Albert E. Brumley

1905–1988 René Defossez

1905–1963 Karl Amadeus Hartmann

1905–1974 André Jolivet

1905–1969 Joseph Kosma

1905–1983 Marcel Lasalmonie

1905–1999 Newell Hillis Long

1905–1996 Jef Maes

1905–1986 Ricardo Olmos Canet

1905–1985 Léon Orthel

1905–1981 Carlo Alberto Pizzini

1905–1974 Norman Richardson

1905–1978 Franz Schaffranke

1905–1988 John Schaum

1905–1985 Kurt Schild

1905–1986 Irving Schlein

1905–1978 Hans Schwerzmann

1905–1974 F. Leslie Statham

1905–1994 Jule Styne

1905–1992 Corwin H. Taylor

1905–1998 Michael Tippett

1905–1989 Eberhard L. Wittmer

1905–1985 Hans Zander

1905–1963 Winfried Petrus Ignatius Zillig

1906–1970 Kees van Baaren

1906–1985 Paul Creston

1906–1974 Oscar Giúdice

1906–1991 Tomojirō Ikenouchi

1906–1942 Jaroslav Ježek

1906– Hans Kliment jr.

1906–1985 Boris Kosjevnikov

1906–1991 Ton Kotter

1906–1990 Hannes Kügerl

1906–2002 Normand Lockwood

1906–1968 Edward Loos

1906–1987 Gustav Lotterer

1906–1966 Ernst Lüthold

1906–1983 Elisabeth Lutyens

1906–1984 Gerhard Maasz

1906–1981 Rafael Méndez

1906–1976 DeLoyce Moffitt

1906–1993 John Joseph Morrissey

1906–???? Willy Müller (Zwitsers componist)

1906–1993 Acton Eric Ostling

1906–2004 Simon Poulain

1906–1974 Robert Levine Sanders

1906–1983 Chosuke Sato

1906–1987 Hans Schneider

1906–1975 Dmitri Sjostakovitsj

1906–1986 Václav Smetáček

1906–1996 Harry Sosnik

1906–1988 Ernst Ludwig Uray

1906–1984 Dalibor Vačkář

1906–1994 David van Vactor

1906–1977 Gerhard Winkler

1907–1987 Henk Badings

1907–1994 Jean Daetwyler

1907–1988 Ricardo Dorado Janeiro

1907–1978 Michael Davidovitsj Gotlib

1907–1993 Mozart Camargo Guarnieri

1907–1991 Jean Langlais

1907–1994 Elizabeth Maconchy

1907–2001 Yoritsune Matsudaira

1907–1972 Ronald L. Moehlman

1907–1967 Pierre Moulaert

1907–1979 Ernst Julius Paul

1907–1988 Burrill Phillips

1907–1992 György Ránki

1907–1942 Reginald Clifford Ridewood

1907–1995 Miklós Rózsa

1907–1968 Viktor Sergejevitsj Runov

1907–1985 Rodrigo Alfredo de Santiago

1907–1983 Willy Schneider

1907–1998 Anthony Spurgin

1907–1969 Georg Stahl

1907–1952 Isotaro Sugata

1907–2000 Yosaku Suma

1907–1964 Minoru Takayama

1907–1983 Sepp Tanzer

1907–1983 Václav Trojan

1907–1976 Rudolf Urbanec

1907–1980 Alec Wilder

1907–1996 Guirne Creith 

1907–1996 Fried Walter

1907–1981 Antonín Zváček

1908–1988 Harry Brauner

1908–2012 Elliott Carter

1908–1992 Karel De Schrijver

1908–1979 Karl Kolb

1908–1996 Paul Kühmstedt

1908–1986 Lars-Erik Larsson

1908–1997 Paul Lavalle

1908–1975 Friedrich Leinert

1908–1987 Donald A. Lentz

1908–1985 Beldon Leonard

1908–1979 Armand Lonque

1908–1980 Arie Maasland

1908–1986 Ramón Martínez Segura

1908–1992 Olivier Messiaen

1908–1982 Philipp Mohler

1908–1970 Vano Muradeli

1908–1965 Karol Pádivý

1908–1988 Frank S. Perkins

1908–2004 Zenobia Powell Perry

1908–1986 Ernst Pichler

1908–1989 Henk Pijlman

1908–1994 Robert Planel

1908– Harold W. Rusch

1908–1976 Camille Schmit

1908–???? Wesley Shepard

1908–1989 Halsey Stevens

1908–1985 Shigeo Tono

1908–1981 Geirr Tveitt

1908–1997 Joseph Usifer

1908–2001 John Weedon Verrall

1908–1988 Melle Weersma

1908–1981 Paul Woitschach

1908–1990 Paul Yoder

1909–1996 Helen Adie

1909–1946 Gustavo Pascual Falcó

1909–2007 Harald Genzmer

1909–1996 Vagn Holmboe

1909–1990 Edmund Kötscher

1909–1989 Yuji Koseki

1909–1980 Josef Kótay

1909–1984 Adriaan Kousemaker

1909–1961 Vilém Kyral

1909–1980 Norman Lloyd

1909–1978 Paul Meinhold

1909–1976 Johnny Mercer

1909–1996 Hans Mielenz

1909–???? Ralph Miller

1909–1985 Jos Moerenhout

1909–1983 Florian Mueller

1909–1989 Lyn Murray

1909–???? Morine A. Nyquist

1909–2003 August Petzmann

1909–2000 Jindřich Praveček

1909–1988 Pi Scheffer

1909–1987 Emile Schillio

1909–1996 Bernard Schulé

1909–1991 Elie Siegmeister

1909–1992 Alfred Uhl

1909–1969 Gilbert Vinter

1909–1994 Urato Watanabe

1909–1984 Maurice Whitney

1909–???? Tsutae Yagi

1910–1981 Samuel Barber

1910–2002 Levi Celerio

1910–2002 José María Cervera Lloret

1910–1963 Jan Fadrhons

1910–1993 Blas Galindo

1910–2006 Werner Wolf Glaser

1910–2006 Walter Klefisch

1910–2009 Erland von Koch

1910–2002 Richard Koebner

1910–1972 Amleto Lacerenza

1910–1986 Adolf Langer

1910– Émile Lesieur

1910–1998 Clifford P. Lillya

1910–1969 Frank Loesser

1910–1993 George Donald Mairs

1910–1962 Gosling Mol

1910– Donald I. Moore

1910–1995 Walter Mourant

1910–1987 Josef Myrow

1910–1992 Denis Nicolas

1910–1991 Alex North

1910–1975 Francesco Pellegrino

1910–1999 Dorothy Priesing

1910–2014 H. Owen Reed

1910–1979 Karel Reiner

1910–1972 Friedrich Schröder

1910–1992 William Schuman

1910–1980 Sepp Schwindhackl

1910–1989 Walter Skolaude

1910–1994 Siegfried Somma

1910–2004 Willem Pieter Steijn

1910–2002 Leon Stein

1910–2008 Josef Tal

1910–1986 Ichitarō Tsujii

1910–1963 Bob Vos

1910– Kurt Weber

1911–2006 Komei Abe

1911–1940 Jehan-Ariste Alain

1911–1959 Stanley Bate

1911–1997 Manuel Carrascosa Garcia

1911–1995 Jacques Goudappel

1911–1991 Herbert König

1911–2006 Jan Koetsier

1911–1988 Boris Kremenliev

1911–1986 Philip J. Lang

1911–2007 Robert Guyn McBride

1911–1986 Cornelius Marten Mellema

1911–1996 Fritz Mischlinger

1911–1971 Jan Mul

1911–1989 Pedro Orozco González

1911–1968 Ferdinand Petr

1911–2010 Frank A. Piersol

1911–???? Raymond Richard

1911–1995 Roger Roger

1911–1977 Hermann Schäfer

1911–1995 Léopold Schroeven

1911–1986 Osamu Shimizu

1911–1989 Julia Frances Smith

1911–1987 Phyllis Margaret Duncan Tate

1911–1979 Franz Totzauer

1911–1978 John T. Warrington

1911–1991 Eberhard Werdin

1911–1998 Franz Zelwecker

1911–2000 Alan Hovhaness

1912–1990 André Amellér

1912–1980 Rudolf Escher

1912–1990 Lucien Gekiere

1912–2000 Carlos Guastavino

1912–1990 Hellmut Haase-Altendorf

1912–1998 Jos Hanniken

1912–1989 Henrik Lyssand

1912–1985 Yevgeni Petrovitsj Makarov

1912–1988 Jaroslav Malina

1912–2008 Tauno Marttinen

1912–1997 Everett Maxwell

1912–2007 James McLeod

1911– Leo Mimmler

1912–1958 José Pablo Moncayo García

1912–2003 Oscar Moret

1912–1997 Conlon Nancarrow

1912–2001 Erich Opitz

1912–1987 Hermann Schwander

1912–1990 Max Seidenspinner

1912–???? André Semler-Collery

1912–1990 Piet Stalmeier

1912–1988 Herman Strategier

1912–1987 Sake Lieuwe Tiemersma

1912–2002 Karel Torfs

1912–1966 Hubert Tropper

1912–1987 Oscar Tschuor

1912– Maurice Weed

1913–1976 Benjamin Britten

1913–2007 Tichon Chrennikov

1913–1981 Peggy Stuart Coolidge

1913–2010 Ernest van der Eyken

1913–1996 Morton Gould

1913–2008 Norman Dello Joio

1913–2001 Marius Flothuis

1913–1995 Hans Henkemans

1913–2003 Kent W. Kennan

1913–1998 George Lloyd

1913–1984 Hilmar Luckhardt

1913–1994 Witold Lutosławski

1913–1999 Jan Masséus

1913–1992 Alfonso Matrella

1913–1998 Jan Meyerowitz

1913–2003 Willard Isaac Musser

1913–2002 Lucio San Pedro

1913–1994 Donald Phillips

1913–1997 Harry H.M. Ramakers

1913–2005 Gardner Read

1913–1995 Jacobus Andreas Reijnhoudt

1913–1990 Aram Movsejevitsj Satoents

1913–1991 Gerhard Scholz-Rothe

1913–1998 Freek H. Schorer

1913–1994 Netty Simons

1913–1988 Wilhelm Anton Stärk

1913–2004 Karel Šťastný

1913–1987 Hans Swoboda

1913–1983 Cedric Thorpe Davie

1913–1996 Miguel Villar Glea

1913– Helmut Weber

1913–2006 John Jacob Weinzweig

1914–1997 Roger Goeb

1914–1994 Ralph Hermann

1914–2006 Akira Ifukube

1914–1994 Albert Edward Kelly

1914–1982 George Kleinsinger

1914–2009 Kiyoshige Koyama

1914–1996 Rafael Kubelík

1914–1984 Gail Kubik

1914–1993 Hans Kummerer

1914–2005 Jean Louël

1914–1991 Richard Maltby sr.

1914–2001 Charles Minelli

1914– Glenn Osser

1914–1998 Luctor Ponse

1914–1992 Jan Ros

1914–1992 Walter Spieler

1914–1991 Jiři Strniště

1914–???? Karel Verbiest

1914–2002 Josée Vigneron-Ramackers

1914–1992 Jan van der Waart

1914–1994 Rocus van Yperen

1915–2011 Manuel Berná García

1915–1994 Finn Arnestad

1915–1989 Meindert Boekel

1915–2004 Jan Hanuš

1915–1981 John Klein

1915–1999 Marcel Landowski

1915–1979 Robert Lannoy

1915–2005 Dai-Keong Lee

1915–1994 Victor Legley

1915–1989 Lowell Preston Little

1915–2000 Willi Löffler

1915–2006 Donald N. Luckenbill

1915–1996 Michele Lufrano

1915– Valentin Mechilina

1915–2007 Leonard Viktor Meretta

1915–2013 Joshua Missal

1915–1999 Herbert Nieswandt

1915–2014 Knut Nystedt

1915–1987 Chester Gorham Osborne

1915–2010 Robert Moffat Palmer

1915–2009 George Perle

1915–1987 Vincent Persichetti

1915–1986 Marcel Quinet

1915–1945 Nico Richter

1915–2003 Louis Saverino

1915–2009 Willy Schobben

1915–1991 Urho Sipponen

1915–2002 Leonard B. Smith

1915– František Soukup

1915–1967 Billy Strayhorn

1915–1997 Carlos Surinach

1915–1998 Georgi Vasiljevitsj Sviridov

1915–2003 Kunio Toda

1915–2000 Joan Trimble

1915–2011 Emanuel Vardi

1915–1972 Vladimir Mikhailovitsj Yurovskij

1916–2011 Milton Babbitt

1916–2013 Henri Dutilleux

1916–1989 Francisco Esteve Pastor

1916–1983 Alberto Ginastera

1916–2000 Ellis Kohs

1916–1990 Victor Landau

1916–1977 Samuel Loboda

1916–1999 Per Lundkvist

1916–2002 Ernest Majo

1916–2014 Shoko Natsuda

1916–1990 Roh Ogura

1916–1998 Tadeusz Paciorkiewicz

1916–2004 William Henry Presser

1916–1996 Minao Shibata

1916–2000 George Siravo

1916–1983 Bernard Stevens

1916– Paul M. Stouffer

1916– James L. Tarver

1916– Les Taylor

1916–2009 Louis Toebosch

1916– James Wilcox

1917–2005 Manolo Gracia

1917–1995 Zdeněk Jonák

1917–1985 Thomas C. Kelly

1917–1998 Albert de Klerk

1917–1980 Anton Erich Kratz

1917–1999 Rosario Lacerenza

1917–1987 Max Lang

1917–2004 William P. Latham

1917–2014 Norman Leyden

1917–2015 Guy Luypaerts

1917–1981 Kornel Mayer

1917–1999 William McCauley

1917– Donald McGinnis

1917– Theodore Melyan

1917–1994 Robert Mersey

1917–1973 Hans Müller

1917– Hugo Müller

1917– James Niblock

1917–1979 Louis Salvador Palange

1917–2013 Luis Pasquet

1917–2001 Hermann Rappel

1917–1995 András Sebestyén

1917– Fritz Siegfried

1917– Eric William Stapleton

1917–2006 Hugh M. Stuart

1917–2013 Paul Tanner

1917–2013 Robert Ward

1917–1995 Isang Yun

1918–1996 Miguel Asins Arbó

1918–2001 Jan van Beekum

1918–1990 Leonard Bernstein

1918–1996 Gottfried von Einem

1918–2001 Paul Huber

1918–2008 Lucrecia Kasilag

1918–2002 John Kinyon

1918–1986 Hendrik van Kleev

1918–1982 Karel Kokelaar

1918–2009 Augustin Kubizek

1918–2008 Ernst Kutzer

1918–2002 Coby Lankester

1918– Friedrich Milde

1918–1981 Malloy Miller

1918–2009 Anthony A. Mitchell

1918–1978 Kors Monster

1918–2016 Mariano Mores

1918–1991 Friedel Moritz

1918–1982 Hiroshi Ohguri

1918–1993 Leroy Ostransky

1918–1980 Archibald James Potter

1918– William E. Rhoads

1918–2005 George Rochberg

1918–2007 Matilde Salvador Segarra

1918– William Schaefer

1918–1992 Willy Schütz-Erb

1918–1979 Charles Shackford

1918–1995 Robert Stewart

1918–2001 Willem Strietman

1918–1984 Harold L. Walters

1918–1972 Tadeusz Wesołowski

1918–1970 Bernd Alois Zimmermann

1919–1994 Sven-Erik Bäck

1919–1984 Eduardas Balsys

1919–1988 Lex van Delden

1919–2001 Leif Kayser

1919–1999 Theron Kirk

1919–1999 Johan Kvandal

1919–2000 Li Huanzhi

1919–2007 Werner Morscher

1919– Erwin Müller

1919–2001 Siegfried Naumann

1919–1996 Václav Nelhýbel

1919– Heinrich Oberortner

1919– Juan Orrego-Salas

1919–2007 Jiří Pauer

1919–1994 Zdeněk Petr

1919–2006 Reid Poole

1919–2000 Daniel Ronget

1919–1986 Georg Rüssmann

1919– Peter Seeger

1919–1994 Øistein Sommerfeldt

1919– Donald W. Stauffer

1919–2008 Robert Suter

1919–1987 Ugo Turriani

1919–1987 Firmin Wantier

1919– David Willcocks

1920–2002 Luciano Chailly

1920– Georges Follman

1920–2008 Joseph Gelineau

1920–2009 Pierre van Hauwe

1920–2000 Paul Kont

1920– Thomas Legrady

1920–2000 Jos Lerinckx

1920–2003 John Lessard

1920–2005 Giovanni Ligasacchi

1920–1998 Robert Lowden

1920–2000 Torbjörn Lundquist

1920–1973 Bruno Maderna

1920–2007 Robert Moevs

1920– Roger Muylle

1920–1999 Torsten Nilsson

1920–1966 Ernest W. Ortone

1920–1988 Karl Pfortner

1920– Kurt Rehfeld

1920–1989 Franz Richter Herf

1920–2002 István Sárkőzy

1920– Emil Schenk

1920– Rolf Schirmer

1920– Hermann Schröer

1920– Edmund J. Siennicki

1920–1981 Jan Willem Singerling

1920–2012 Frank Graham Stewart

1920– František Uhlíř sr.

1920– Julien Vannetelbosch

1920–2005 Arthur Montague Wiggins

1920–1977 Kenneth S. Williams

1920– Gerhard Zinke

1921-1983 Arno Babajanian

1921–1997 Jarmil Burghauser

1921– Marcel De Boeck

1921– Désiré Dondeyne

1921–???? Charles Frison

1921–2017 Majoie Hajary

1921– Karel Husa

1921–2003 Fred Kepner

1921–2003 Herbert Koch

1921–1985 Georg Kothera

1921–2009 Hermann Kuen

1921–1957 Robert Kurka

1921– Willy Lange

1921– Gert Last

1921–2005 Jack Lee

1921–2011 Robert Leist

1921–1998 Mathieu Max

1921–2004 František Maňas

1921– Juan Vicente Mas Quiles

1921–2002 Mark McDunn

1921–2013 Boris Mersson

1921–2002 Frederick A. Mueller

1921–1992 Goro Natori

1921–2009 Roger Nixon

1921–1981 Donald Osgood

1921–1997 Miguel Picó Biosca

1921–2000 Todor Popov

1921–1997 Charles Queener

1921–2005 Kaljo Raid

1921–1999 Primož Ramovš

1921–2005 Alfred Reed

1921– Santiago Reig Pascual

1921– Hans-Joachim Rhinow

1921–2011 Jerome Rosen

1921– Fernand Ruelle

1921– Johannes Schade

1921– Hans Schneider

1921– William A. Schroeder

1921–2010 Trevor L. Sharpe

1921–1999 Leo Smit

1921– Albert Stoutamire

1921–2001 Newton Strandberg

1921–2010 Albert Tepper

1921– Douglas Townsend

1921–1978 Setsuo Tsukahara

1921– David A. Uber

1921–1995 Gerard Victory

1921– Donald H. White

1921– Bram Wiggins

1921– Mojmír Zedník

1921– Richard Zettler

1922–1984 Fikret Amirov

1922–1995 Irwin Bazelon

1922–2003 Bernard Huijbers

1922– Bogumil Klobučar

1922–1998 Peter Jona Korn

1922–2014 Leo Kraft

1922– Robert Carson Lamm

1922–2005 Serge Lancen

1922–1991 Heinz Georg Linke

1922–2006 Otmar Mácha

1922–2007 Josef Markovský

1922–1990 Shinichi Matsushita

1922–2010 Karl Maurer

1922–1989 Gerbert Mutter

1922– Gaston Nuyts

1922–1993 Iván Patachich

1922– Hubert Rambach

1922– Geny Rohner

1922– Paul Royer

1922–1986 William Joseph Schinstine

1922–2006 Ira P. Schwarz

1922– Patrice Sciortino

1922–2012 Norodom Sihanouk Varman

1922– A. Cutler Silliman

1922–2002 Henk Stam

1922– Egil Steinar Smedvig

1922–2014 Ray Steadman-Allen

1922– David Stone

1922– Francis Thorne

1922– John Ulrich

1922–1976 Wytze Weistra

1922–1995 Rolf Wiedemann

1922– Klaus Wüsthoff

1922–2001 Iannis Xenakis

1922–1990 Antonín Závodný

1923–2006 Warren Barker

1923– Jan Boerman

1923–2014 Arthur Butterworth 

1923–2000 Peter Cabus 

1923–1993 Karel Goeyvaerts

1923–2006 Arthur Heldenberg

1923–2012 Simeon ten Holt

1923–1996 Jiří Hudec sr.

1923–2009 Richard Kittler

1923–2005 Frederick Koch

1923–1996 Hans Kolditz

1923–2006 Dirk Koster

1923–2022 William Kraft

1923–1995 Eduard Kudelásek

1923–2004 Angelo Lamanna

1923–2006 György Ligeti

1923–2006 Don Lusher

1923–1999 Miloš Machek

1923–1983 Peter Mennin

1923– Karl Messner

1923–1963 Lyndol Mitchell

1923–1983 Hans Moeckel

1923– Pedro Morales Muñoz

1923–1977 Gerald Myrow

1923–2000 Yoshinao Nakata

1923–2009 André Pernet

1923– Albert R. Piato

1923–2006 Daniel Pinkham

1923–1998 Mel Powell

1923–1996 Elena Romero Barbosa

1923– Charly Roncat

1923– Ned Rorem

1923–2015 Georgi Salnikov

1923– Paul Shahan

1923–1990 Eddy Snijders

1923– Gale Laverne Spears

1923–2005 Enrique Torró Insa

1923–1986 Lester Albert Trimble

1923–2009 Ludmila Ulehla

1923–1976 James Clifton Williams

1924–2005 Warren Benson

1924–2001 Ikuma Dan

1924– Michel Delgiudice

1924– Boris Aleksandrovitsj Diev

1924– Bill Holcombe

1924–2013 Egil Hovland

1924– José Insa Martínez

1924– Masaru Kawasaki

1924–1998 Ladislav Kubeš sr.

1924–2013 Noël Lee

1924–2010 Benjamin Lees

1924–2011 Joris Lippens

1924– Riichiro Manabe

1924– Neil McKay

1924– John William Middendorf

1924– Hubert Motay

1924– Robert Nagle

1924– Sammy Nestico

1924–1988 Otto Nitze

1924–1990 Luigi Nono

1924–1997 Buxton Orr

1924– Else Marie Pade

1924– Robert H. Pearson

1924–1979 Julia Amanda Perry

1924–2000 Nancy Binns Reed

1924– Wolf Renz-Herzog

1924–2004 Takanobu Saito

1924–2004 Rolf Schneebiegl

1924–2000 Walter Schneider-Argenbühl

1924–1983 Rudolf Siebold

1924–1966 Philip M. Slates

1924–2001 Robert Starer

1924– Erzsébet Szőnyi

1924–1989 Otar Taktakisjvili

1924– Ernest Tomlinson

1924–2009 Bohumil Trnečka

1925–1996 Jurriaan Andriessen

1925–2003 Luciano Berio

1925– Pierre Boulez

1925–1994 Manos Hadzidakis

1925–2009 Robert Heppener

1925–1959 Gerard Hoffnung

1925–2009 Willi Konrad

1925– Malcolm Lewis

1925–1999 Robert Linn

1925– David Livingston

1925–2002 Luigi Lombardi

1925–2008 Ercole Agatino Longo

1925–2000 Gerhard Matthes

1925–2006 Paul Mauriat

1925–2002 Anthony Milner

1925–1994 Volkmar Müller-Deck

1925– Kent Newbury

1925–1991 Hajime Okumura

1925–1991 Julián Orbón

1925–1999 Malcolm C. Pappin

1925–1985 Herman Roelstraete

1925– Gunther Schuller

1925–2009 Hale Smith

1925–1999 Harry Somers

1925–1991 Siegfried Stolte

1925– Mikis Theodorakis

1925–1996 Boris Tsjaikovski

1925–2010 René Vanstreels

1925–2004 Béla Vavrinecz

1925–2004 H.W.A.C. Warnas

1925– Martin Wendel

1925– Paul W. Whear

1925– Charles Albert Wiley

1926–1987 José María Ferrero Pastor

1926–2012 Hans Werner Henze

1926– Walter Kalischnig

1926– Karl Kohn

1926– Wilton Kullmann

1926– György Kurtág

1926–1996 Ton de Leeuw

1926–1999 Melba Liston

1926– Paul Loeb van Zuilenburg sr.

1926– Robert Logan

1926–2000 Gastone Lottieri

1926–2009 Maria de Lourdes Martins

1926– Karl-Heinz Mendelson

1926– François Morel

1926– René Nicolas

1926–2006 Ben-Zion Orgad

1926–2005 Eric Osterling

1926– Marcel Peeters

1926– Gottfried Plohovich

1926–2007 James D. Ployhar

1926–1999 Tibor Reisner

1926–2011 Verne Reynolds

1926– Marga Richter

1926–1998 Hans Rytterkvist

1926– Richard S. Saylor

1926– William Schmidt

1926– William O. Smith

1926–2000 Frans Ludo Verbeeck

1926– Kenneth George Whitcomb

1926– Marilyn J. Ziffrin

1927– Leonid Bashmakov

1927–1988 Albert Benz

1927– Emma Lou Diemer

1927– Karel van Dijck

1927–2018 Mathieu Dijker

1927–2008 Guy Duijck

1927–2011 Karl-Heinz Köper

1927– Christopher Kuzell

1927–2011 Osvaldo Lacerda

1927–1992 Johannes Petrus Laro

1927–2001 Byron B. McCulloh

1927–1989 Gunnar Medberg

1927– Theldon Myers

1927–1999 Albert Nagele

1927– Margherita Sanfilippo

1927– Josef Sangl

1927–2004 Anton Schabl

1927– Hans Ludwig Schilling

1927– Pavel Staněk

1927– Jan Stoeckart

1927– Otto Strobl

1927–2003 Richard Swift

1927– William Ennis Thomson

1927– Heinz Weber

1927–2004 Pierre Weemaels

1927–2013 Rolf Wilhelm

1927–2001 Thomas Wilson

1928– Samuel Adler

1928–1997 Frank Bencriscutto

1928–1994 Nicolas Flagello

1928– Frigyes Hidas

1928– Joseph Willcox Jenkins

1928–1987 Nelson Keyes

1928– Karl Korte

1928– Mátyás Kovács

1928– Mitch Leigh

1928– Kamilló Lendvay

1928–2006 Henk van Lijnschooten

1928– Zdeněk Lukáš

1928–2010 Ray E. Luke

1928–1999 Louis Marischal

1928– Patrick McCarty

1928– Edward M. McLin

1928–1975 Donal R. Michalsky

1928–1990 Rolf-Hans Müller

1928–1980 Jozef Nachtergaele

1928–2010 Keisaku Nagano

1928–1996 John P. Paynter

1928– Jef Penders

1928– Aurelio Pérez Perelló

1928– Maurice Pirenne

1928– Luigi Rattaggi

1928– Einojuhani Rautavaara

1928–2008 Hermann Regner

1928– Wolfgang Reinhardt

1928–2003 William Russo

1928–2000 Patrick Peter Sacco

1928– Tomáš Sak

1928–1999 Ginés Sánchez Torres

1928–2007 Willis Schaefer

1928– Hardy Schneiders

1928– Joseph Scianni

1928– Bohuslav Sedláček

1928– Ezra Sims

1928–1991 Adolf Gustav Springer

1928– Ronald Stevenson

1928–2007 Karlheinz Stockhausen

1928–1999 Oldřich Svoboda

1928– William Sydeman

1928– Antonín Tučapský

1928– Robert Washburn

1928– Geoffrey Winter

1929– Toshio Akiyama

1929– Valentinas Bagdonas

1929–1999 Harry Bannink

1929– Luis Blanes Arques

1929–2001 Roland Cardon

1929– Miroslav Císař

1929– Gerardus Coumans

1929– Frederik Devreese

1929– Boris Hajdušek

1929–1998 Willem Kersters

1929–2012 Gilbert Klien

1929– Charles Knox

1929– Rudolf Koumans

1929–2007 Leonard Lebow

1929–2011 William Franklin Lee III

1929–2013 Edwin London

1929– Eugene C. Magill

1929– Michio Mamiya

1929–2007 Teizo Matsumura

1929–1997 Toshiro Mayuzumi

1929–2011 Rex Mitchell

1929– Maurice E. Monhardt

1929– Richard Moryl

1929–1989 Ralph D. Mutchler

1929– Ron Nelson

1929– Lennie Niehaus

1929– Hisao Ogawara

1929–1990 Joseph Henry Ott

1929– Robert Major Panerio sr.

1929–1992 Gen Louis Parchman

1929–2005 Andy Patterson

1929– Maurice Pauwels

1929–1998 José Pérez Vilaplana

1929–2006 Frank Pleyer

1929– Anne Posthumus

1929–2001 Guy Rodenhof

1929–1998 Catherine Sauvage

1929– Josef Schwerzmann

1929– Peter Sculthorpe

1929– Jan Segers

1929– Jack Snavely

1929– Derek Stannard

1929– Richard Stroud

1929– Paul Harris Turok

1929– José de la Vega Sánchez

1929– Floyd Werle

1929–1997 Richard M. Willis

1929–1976 Akio Yashiro

1929– Daniël Wayenberg

1929– James Yannatos

1929– Jōji Yuasa

1930– Jindřich Brejšek

1930–2006 Werner Van Cleemput

1930– Jacqueline Fontyn

1930–2003 Joan Franks-Williams

1930–2008 Ryohei Hirose

1930– Sales Kleeb

1930– Hans Kox

1930–1996 Teuvo Laine

1930– Gordon Langford

1930– Richard Lieb

1930– Theo Loevendie

1930– Manuel Angulo López-Casero

1930–2020 Gudrun Lund

1930– Edward J. Madden

1930–2005 Andreas Makris

1930–2012 Ramón Mas López

1930–1998 Bert Mayer

1930– Peter Michaelides

1930–2011 Minoru Miki

1930– Edward Jay Miller

1930–2006 Frederick S. Miller

1930–2011 Roy Newsome

1930– Pierre Nimax sr.

1930–2006 Andrej Pavlovitsj Petrov

1930– Peter Phillips

1930–2013 Dick Raaijmakers

1930– William Relton

1930– Harley Rex

1930– Enrique Santos

1930– Gert Schlotter

1930–2003 Nancy H. Seward

1930– Hifuni Shimoyama

1930–2011 Anita Sleeman

1930– Stephen Sondheim

1930–1999 Eric Stokes

1930–1996 Tōru Takemitsu

1930–2010 Eino Tamberg

1930–2004 Naohiko Terashima

1930– Frederick Tillis

1930– Veljo Tormis

1930–2005 Fritz Velke

1930– André Vergauwen

1930– Edmundo Villani-Côrtes

1930– Charles A. Villeneuve

1931– Maurice Bonnaerens

1931– Emiel De Cloedt

1931– Sofia Goebaidoelina

1931–2012 Hikaru Hayashi

1931–2008 Mauricio Kagel

1931– Terry Kenny

1931– Jiří Laburda

1931– André Laporte

1931– Ctibor Letošník

1931–1999 Guy-Philippe Luypaerts

1931– Josef Marschang

1931– Yoriaki Matsudaira

1931–2010 Arne Nordheim

1931– Giuseppe Pando

1931– Juan Pérez Ribes

1931–2011 Leong Yoon Pin

1931–1971 Seán Ó Riada

1931–1999 Asca Rampini

1931– Jos Rijken

1931– Makoto Shinohara

1931–2011 Blahoslav Smišovský

1931– Koichi Sugiyama

1931– Yuzo Toyama

1931– Bogdan Trotsoek

1931– Allan Trubitt

1931–2003 Malcolm Williamson

1931– Ray Woodfield

1932– Leslie Adams

1932– Roger Boutry

1932–1972 John Barnes Chance

1932– Michael Colgrass

1932– François Glorieux

1932– Pelle Gudmundsen-Holmgreen

1932– Willy Hautvast

1932– Donald Hunsberger

1932–2013 Wojciech Kilar

1932–2007 Hans-Gerd Klesen

1932– Karl Kroeger

1932– Henry Krtschil

1932–2013 Guy Lacour

1932–2016 Jacques Leduc

1932–2002 Max Leemann

1932–2010 Aubert Lemeland

1932– Jean-Marie Londeix

1932– George Lovett

1932–2000 Martin Mailman

1932– Jaroslav Maren

1932– David Sydney Morgan

1932– Friedrich Moser

1932– Masayuki Nagatomi

1932–1975 Oliver Nelson

1932– Per Nørgård

1932– Anders Ørbæk

1932–1996 Tera de Marez Oyens

1932– Russ Martino

1932– Harold Pottenger

1932– José Santos Rosa

1932– Enrique Raxach

1932– Rudolf Reinhardt

1932– Armand Russell

1932–2025 Lalo Schifrin

1932– Melvin Leroy Shelton

1932– Hampson Sisler

1932– Lawrence Rackley Smith

1932–1987 Claude T. Smith

1932–2004 Karel Bernard Tesař

1932– Lawrence Weiner

1932– John Williams

1932– Rudolf Wyss

1932–2002 Naozumi Yamamoto

1932– Akira Yuyama

1932– Luigi Zaninelli

1932– Ramon Zupko

1933–2017 Luis Bacalov

1933– Leonardo Balada

1933– Bernard van Beurden

1933– Seóirse Bodley

1933– Loris Ohannes Chobanian

1933–2010 Henryk Górecki

1933– Ida Gotkovsky

1933– Morris Knight

1933– Silvio Lamberti

1933– István Láng

1933–1985 Ronald Lo Presti

1933–2009 William Joseph Maloof

1933–2012 W. Francis McBeth

1933–2002 Arne Mellnäs

1933– Lewis Miller

1933–2013 Akira Miyoshi

1933–1986 Edward E. Montgomery

1933–1988 David Robert Morgan

1933–1975 Theodore Newman

1933– Robert Payer

1933– Krzysztof Penderecki

1933– Alan Raph

1933– Michael Stern

1933–2012 Rafael Taléns Pello

1933– Eisei Tsujii

1933– Monte Tubb

1933–1995 Thomas Tyra

1933–2010 Rimvydas Žigaitis
 
1934–2004 Zbyšek Bittmar

1934– Jos D'hollander

1934– Vinko Globokar

1934– Bryan Kelly

1934–2012 Kim Chung Gil

1934–1989 John Krance

1934– Wim D. van Ligtenberg

1934– Olof Lindgren

1934– Mary Jane Mageau

1934–2006 Kozo Masuda

1934–1992 William James Mathias

1934– Siegfried Matthus

1934– Hiroaki Minami

1934– Shuko Mizuno

1934– Franz Nagel

1934– Michael John Norris

1934– Claudio Prieto Alonso

1934–1994 Nicolas Roussakis

1934– Michael Sahl

1934–1998 Alfred Schnittke

1934– Josef Seidl

1934–1985 Giusep Maria Sialm

1934– Walter Skolnik

1934–2005 Charles Richard Spinney

1934– James Staples

1934– Robert Stern

1934–2004 Joep Straesser

1934– Gerhard Track

1934–1994 Fisher Tull

1934–2006 Budd Udell

1934– Sérgio de Vasconcellos Corrêa

1935– Jaroslav Bílý

1935–2005 Amando Blanquer Ponsoda

1935– Jo van den Booren

1935–2014 Mário Ficarelli

1935–1999 Luboš Fišer

1935–2002 Bin Kaneda

1935–2012 Otto Ketting

1935– Tetsunosuke Kushida

1935– John David Lamb

1935– Lawrence Lapin

1935– Misha Mengelberg

1935–2003 Vytautas Montvila

1935– Jan van Nerijnen

1935– Edward B. Nilsen

1935– Erik Norström

1935– Arvo Pärt

1925–1995 John Elwood Price

1935– Howard L. Quilling

1935– Folke Rabe

1935– Franz Regli

1935–2002 Alexandre Rudajev

1935– Aulis Sallinen

1935–2001 Rick van Santvoord

1935– Don Schaeffer

1935–2003 Peter Schat

1935–2024 Peter Schickele

1935– Frederick Shulze

1935– Jerry Neil Smith

1935– Anton Othmar Sollfelner

1935– Vladimír Studnička

1935– Gloria Wilson Swisher

1935– Koichi Uzaki

1935–2004 Leonardo Velázquez

1935–2004 Jan van Vlijmen

1935– Leroy S. Williams

1936–2007 Jean Balissat

1936–2012 Richard Bennett

1936– Hans Magne Græsvold

1936–1998 Takekuni Hirayoshi

1936– Hiroshi Hoshina

1936– Helge Hurum

1936– Joseph Kreines

1936– Ladislav Kupkovič

1936– Julian Kwiatkowski

1936– Jean Lambrechts

1936– Edward Largent jr.

1936– Michael Leckrone

1936– Jerzy Maksymiuk

1936– Marcel Mattheessens

1936–2013 Vic Nees

1936–2001 Fred Neil

1936– Jerry Nowak

1936– Johann Österreicher

1936–1988 Roy Orbison

1936– James Joseph Quinn

1936– Aribert Reimann

1936– Santiago Rico

1936– Walter Begtol Ross

1936–2000 Hilger Schallehn

1936– Elliott Schwartz

1936– Charles W. Smith

1936– Jared Spears

1936–2002 René Stucki

1936– Norbert Studnitzky

1936–2013 Robert Suderberg

1936– Bruno Sulzbacher

1936– Ronald Thielman

1936– Walter Vaterl

1936– Charles D. Yates

1936– Jaroslav Zeman

1937– Keiko Abe

1937– Osvaldas Balakauskas

1937– Pierre Bartholomée

1937–2011 David Bedford

1937– Fridrich Bruk

1937–2013 Gemba Fujita

1937– Philip Glass

1937– Henk Kleinmeijer

1937–2004 Thomas Knox

1937– Petr Kolman

1937–1991 Gregory Kosteck

1937– Wen-Jin Liu

1937– Werner Lüdeke

1937– David Maves

1937– Fritz Neukomm

1937– Bo Nilsson

1937– Kit Powell

1937– Hans Schadenbauer

1937–2005 Karl Schmidinger

1937– Leslie Searle

1937– Michael Short

1937– Valentin Silvestrov

1937– Willy Soenen

1937– William Steinohrt

1937–2005 Zdeněk Tölg

1937– David Del Tredici

1937– Gennadi V. Tsjernov

1937– José Velázquez Sánchez

1937– Gary C. White

1937– David Whitwell

1937– Guy Woolfenden

1937– Hans Wübbers

1937– John Zdechlik

1938–2013 Elliot Del Borgo

1938– Roland Coryn

1938– Reinbert de Leeuw

1938– Biagio Edoardo Longo

1938– Teisutis Makačinas

1938– Kinya Matsuura

1938– William Thomas McKinley

1938– Barton McLean

1938– Dexter Morrill

1938– Norbert Nohe

1938– Florian Pedarnig

1938– Ian Polster

1938– Morgan Powell

1938– Jürgen Ramin

1938– Thomas L. Read

1938– Álvaro Reis

1938– Adi Rinner

1938–1999 Gregory Short

1938–2020 Myroslav Skoryk

1938–2009 Jochem Slothouwer

1938– John J. Tatgenhorst

1938– Joan Tower

1938– Declan Townsend

1938–2011 Walter Tuschla

1938– Roberto Valera

1938– Jan Vriend

1938–2020 Charles Wuorinen

1938– Louis Andriessen

1939–2000 Eugen Brixel

1939– Wendy Carlos

1939– Heinz Holliger

1939– Robert Jager

1939– Harald Kolasch

1939– William J. Lovell

1939– Ernest Maes

1939– Daan Manneke

1939– John McCabe

1939– Leonardo Medeiros Cymbron

1939– Vicente Moncho

1939– John Pennington

1939–1997 Mani Planzer

1939–1994 Hermann Markus Pressl

1939– Heribert Raich

1939– Gian Piero Reverberi

1939– Vicente Sanchís Sanz

1939– Rudolf Schrumpf

1939–2001 Fritz Schuppisser

1939–1984 Robert Selig

1939– Arlin Snesrud

1939– David Stock

1939– Yasuhiko Sugino

1939– Tomás Svoboda

1939–2002 András Szentkirályi

1939– Jerrè Tanner

1939– František Xaver Thuri

1939– Joe Vanenkhuizen

1939– Karl H. Vigl jr.

1939– Margaret Lucy Wilkins

1939– Patrick Williams

1939– Evžen Zámečník

1939– Ellen Taaffe Zwilich

1940–1983 Willem Frederik Bon

1940– Tadaoki Ishihara

1940– Gary Langford

1940–1980 John Lennon

1940– Manuel Lillo Torregrosa

1940–2010 Wendell Logan

1940– Trygve Madsen

1940–2006 Tilo Medek

1940– Dorothy Rudd Moore

1940– Jan W. Morthenson

1940– Teruyuki Noda

1940– John O'Reilly

1940–2001 Werner Pirchner

1940– Claude Pichaureau

1940– Robert Redhead

1940– Jacques Revaux

1940– Phillip Rhodes

1940–2009 Siegfried Rundel

1940– Carl Strommen

1940–2012 Frode Thingnæs

1940– Pablo Sánchez Torella

1940– László Sáry

1940– Lawrence Singer

1940–1997 James Sudduth

1940–1994 Boris Ilitsj Tobis

1940– Richard Toensing

1940– Byron Yasui

1940–1993 Frank Zappa

1941– Derek Bourgeois

1941– Hiroaki Kuwahara

1941– Paul Alan Levi

1941– Ivana Loudová

1941– Frank McCarty

1941– Barry McKimm

1941– Bjørn Mellemberg

1941– Robert Morgan

1941– Monte Keen Pishny-Floyd

1941– Juan Pons Server

1941– Jordi Savall

1941– Gerald John Sebesky

1941–1988 Rogier van Otterloo

1941–2011 Lars Sjösten

1941–2003 Leroy Southers

1941– Petr Spanilý

1941– Francisco Tamarit Fayos

1941– Kenjiro Urata

1941– David Ward

1942– Bernardo Adam Ferrero

1942– Rob Ares

1942– Mojmír Bártek

1942– Karel Bělohoubek

1942– Rita Defoort

1942– Frede Gines

1942– Gregory Kerkorian

1942– Jeffrey King

1942–2004 Jonathan D. Kramer

1942– Elmer Takeo Kudo

1942– Edy Kurmann

1942–1995 Leon B. Landowski

1942– Gayle Lathrop

1942– Paul McCartney

1942– Priscilla McLean

1942– Haruna Miyake

1942– Charles Geoffrey Morrow

1942– Elmar Neulinger

1942– Sepp Neumayr

1942– Bruce Pearson

1942– Daniel Perlongo

1942– Howard Rowe

1942– Shigeaki Saegusa

1942– Rolf Werner Salzmann

1942– Sven-David Sandström

1942– Errol Schlabach

1942– Francisco Signes Castelló

1942– Michael Smolanoff

1942– Pasquale J. Spino

1942– Clive Strutt

1942– Robert Sund

1942– Bolesław Szulia

1942–2003 Franz Thomasser

1942– Michael Valenti

1942– Vincent A. Vitale

1942– Jo Vliex

1942– André Waignein

1943– Maarten Altena

1943– Blas Emilio Atehortúa

1943– Gavin Bryars

1943– Gert D. Buitenhuis

1943–2015 Andries Clement

1943– Manfred Eicher

1943– Shin’ichirō Ikebe

1943– Geert van Keulen

1943– Pierre LaPlante

1943– Young-Jo Lee

1943– Larry Lockwood

1943– Miklós Maros

1943– David Maslanka

1943– David Matthews

1943– Albert Mayr

1943– Gunner Møller Pedersen

1943– Robert Daniel Morris

1943– Satoshi Ohmae

1943– Heinz Dieter Paul

1943– William Albert Penn

1943– Paul Reale

1943– Jörg Ringgenberg

1943–2010 Nicole Rodrigue

1943– Arne Running

1943– Bernabé Sanchís Sanz

1943– Joseph Schwantner

1943– James Sclater

1943– Allen Strange

1943– Joseph Stuessy

1943– Ivan Alexandrovitsj Tsjerepnin

1943– Gunnar Valkare

1943– Gottfried Veit

1943– Eligio Vila Vázquez

1943– Fritz Voegelin

1943–2012 Guibert Vrijens

1943– Oliver Haydn Whigham III

1944–2011 Henk Alkema

1944–2010 Willem Breuker

1944– Salvador Chuliá Hernández

1944– Wim Laseroms

1944– Raymond Luedeke

1944– Ivar Lunde jr.

1944– Luis Sanjaime Meseguer

1944– Abel Moreno Gómez

1944– Mitsuo Nonami

1944– Douglas Nott

1944– Atsutada Otaka

1944– Jonas Paulikas

1944– John Rahn

1944–2011 Goff Richards

1944– Karl Safaric

1944– Eduard Scherzer

1944– Albert Schorno

1944–2024 Leif Segerstam

1944– Randall Snyder

1944– Louis Stewart

1944– Hubert Stuppner

1944–2013 John Tavener

1944– José Teruel Vidal

1944– Mihail Viziru

1944– Klaas de Vries

1945– Anthony Braxton

1945– Nicolay Apollyon

1945– José María Cervera Collado

1945–2000 Lasse Eerola

1945– Stanislav Jelínek

1945–2012 Peter Kiesewetter

1945– Yayoi Kitazume

1945– Harris Lindenfeld

1945– José Susi López

1945– Alain Louvier

1945– Bengt Lundin

1945– Anne McGinty

1945– Eduardo Montesinos Comas

1945– David Mott

1945– Rodney Newton

1945– Antoine Oomen

1945– Len Orcino

1945– Robert Glenn Palmer

1945–2009 Russel James Peck

1945– Carlo Pirola

1945– Elisabeth Raum

1945– Manuel Rico Gómez

1945– Jerzy Sapieyevski

1945– Wilfried Schnöke

1945– René Twerenbold

1945– José María Valls Satorres

1945– Wilfried Westerlinck

1945– Judith Lang Zaimont

1946– Jim ten Boske

1946– Franz Cibulka

1946–1998 Gérard Grisey

1946– Daniel Kessner

1946–1996 Tristan Keuris

1946– Trend Kynaston

1946– Marvin Lamb

1946– Alberto Madureira da Silva

1946– Robert Mans

1946– Yoshio Matsuo

1946– Clark McAlister

1946– Freek Mestrini

1946– Gene F. Milford

1946– Toru Nakamura

1946– David Noon

1946– Jan Pavel

1946–1989 Kenneth Platts

1946– John Reid

1946– Rudolf Renggli

1946– Robert Xavier Rodríguez

1946– Pál Rózsa

1946– Richard Saint Clair

1946– Marilyn Shrude

1946– Kenneth M. Snoeck

1946– Josef Spirk

1946– Joel Eric Suben

1946– Masaru Tanaka

1946– Olav Anton Thommessen

1946– Shing-Kwei Tzeng

1946– Pēteris Vasks

1946– Diderik Wagenaar

1946– Marcel Wengler

1946– Dana Wilson

1946– Peter Zeipelt

1947– Egberto Gismonti

1947– Francisco Grau Vegara

1947– Barry Guy

1947– James Kessler

1947– Jo Kondo

1947– Rafael Lledó García

1947–2004 Frank Mantooth

1947– Philip Martin

1947– José Francisco Molina Pérez

1947– Arno Müller

1947– Paul Nagle

1947– Tokuhide Niimi

1947– William Ortiz-Alvarado

1947– David Ott

1947– Paul Patterson

1947– Pēteris Plakidis

1947– Anthony Plog

1947– Stephen Philip Pratt

1947– Bruce Preuninger

1947– Robert Rollin

1947– Thomas Root

1947– David C. Rosenboom

1947– Valeri Ibrahimovitsj Saparov

1947– Peter Schmalz

1947– Kees Schoonenbeek

1947–1994 Michael Seyfrit

1947– James Swearingen

1947– Joseph Turrin

1947– Roger C. Vogel

1947– Gwyneth Van Anden Walker

1947– Øyvind Westby

1947– George Willink

1947– Ronald Yates

1948– Carlos Franzetti

1948– Steven Gerber

1948– Rob Goorhuis

1948– Choji Kaneta

1948– George T. Kirck

1948– Michio Kitazume

1948– Jan Krzywicki

1948– Andrew Lloyd Webber

1948– Giuseppe Lotario

1948– Udo Lüdeking

1948– Edward McGuire

1948– Arthur J. Michaels

1948– Ronaldo Miranda

1948– David Moore

1948–2010 John Moss

1948– Hans Orterer

1948– Leroy Osmon

1948– Rien Snoeren

1948– John Paulson

1948–1983 Francesco Raselli

1948– Priit Raik

1948– Sarah Reid

1948– Walter Rescheneder

1948– Eric Ross

1948– Gregory B. Rudgers

1948– Jukka Tiensuu

1948– Dan Welcher

1948– Takayoshi Yanagida

1948– Donald Young

1949– James Barnes

1949– José Manuel Delgado Rodríguez

1949– Hiroyuki Fujikake

1949– Bryan Kidd

1949– Soichi Konagaya

1949– Reijiro Koroku

1949– Leonard J. Lehrman

1949– David Liptak

1949– Dan Locklair

1949– Guy-Claude Luypaerts

1949– Jan De Maeyer

1949– Bob Margolis

1949– Roger Marsh

1949– Toshio Mashima

1949– Cort McClaren

1949– Ruud Mourik

1949– Geoffery Poole

1949– Shulamit Ran

1949– Willy Rodel

1949– Christopher Rouse

1949– Carl Rütti

1949– Andy Scott

1949– Jerome Sorcsek

1949– Steven Stucky

1949– Kurt Sturzenegger

1949– Michael W. Udow

1949–2018 Flip Veldmans

1949– Kevin Volans

1949– Franz Watz

1949– Harri Wessman

1949– Philip Wilby

1949– Frank Wiley

1949– Edgar Warren Williams

## 1950-
19??– Kit Turnbull

1950– Ignace Baert

1950– James Dillon

1950– Joe Hisaishi

1950–2005 Albert Kircher

1950– Philip Lane

1950– Philippe Langlet

1950– Libby Larsen

1950– David J. Long

1950– Wilson Drake Mabry

1950– Miguel Ángel Fernández Mateu

1950– Earl A. Mattei

1950– Scott Meister

1950– Allen Molineux

1950– Masakuni Nakamoto

1950– Shigenobu Nakamura

1950– Larry Neeck

1950– Eurydice V. Osterman

1950– Leo Ouderits

1950– Joseph Pappas

1950– Stan Pethel

1950– Roy Phillippe

1950– Anton Plate

1950– Helmut Schmitzberger

1950–2000 Lepo Sumera

1950– William Sweeney

1950– Nancy Telfer

1950– Carl Verbraeken

1950– James Kimo Williams

1950– Gareth Wood

1951– Pedro Joaquín Francés Sanjuán

1951– Jan de Haan

1951– Eero Hämeenniemi

1951– Guus Janssen

1951– Josef Klein

1951– Barry Kopetz

1951– Laurie J. Lafferty

1951– Richard Lambert

1951– Isao Matsushita

1951– Stephen McNeff

1951– John Glenesk Mortimer

1951– Don Muro

1951– Jérôme Naulais

1951– Nico Neyens

1951– Steven Paxton

1951– Mauro Petrucci

1951– Jean-Pierre Pommier

1951– Paul Seitz

1951– Philip Sparke

1951– Frank Stemper

1951– Naoyuki Terai

1951– Akira Toda

1951– Stephan Weidauer

1951– Bruce Yurko

1952– José Alamá Gil

1952– Brenton Broadstock

1952– Jan Hadermann

1952– Frans van Hoek

1952– Kazuto Kitahara

1952– Bjørn Morten Kjærnes

1952– Toru Kobayashi

1952– Christian Lauba

1952– George Luyten

1952– Kazuto Miyazawa

1952– Dominic Muldowney

1952– Philippe Manoury

1952– Kazuhiro Morita

1952– Peter Nógrádi

1952– Gregory Pascuzzi

1952– Qu Xiao-Song

1952–2024 Wolfgang Rihm

1952– Stephen Roberts

1952– Ney Rosauro

1952– Steven L. Rosenhaus

1952– Stellan Sagvik

1952– Motoyuki Shitanda

1952– Clementino Silva

1952– Gordon Stout

1952– Walter Stucki

1952– Phoon Yew Tien

1952– David Stanhope

1952– Michael Sweeney

1952– Paul Termos

1952– Mark Tezak

1952– Jeff Tyzik

1952– Allen Vizzutti

1952– Peter-Jan Wagemans

1952– Douglas E. Wagner

1952– Barry Ward

1952– David L. Wells

1952– Karel De Wolf

1952– Adrian Woolliscroft

1952– Masao Yabe

1952– Zhang Hao-Fu

1953– Atso Almila

1953– Magnus F. Andersson

1953– Daniel Asia

1953– Sonja Beets

1953– Cornelis de Bondt

1953– Johan de Meij

1953– Aldo Rafael Forte

1953– Christopher Franke

1953– Richard Gibson

1953– Masami Kimura

1953– Roland Kreid

1953– Alois Loidl

1953– Albert Loritz

1953– Áskell Másson

1953– Cindy McTee

1953– Wim Mertens

1953– Akira Nishimura

1953– Ichiro Nodaira

1953– Philip Parker

1953– Rik Pelckmans

1953–2002 Ted Ponjee

1953– Rodney Rogers

1953– Steve Rouse

1953–2009 Peter Schneeberger

1953– Manfred Schneider

1953–2004 Steve Shafer

1953– David Shaffer

1953– Roberto Sierra

1953–2021 Herman Snijders

1953– Norio Suzuki

1953– Colin Touchin

1953– Bramwell Tovey

1953–1996 Chieh Tsao

1953– Daniele Vineis

1953– Zhou Long

1954– Alain Crépin

1954– Michael Daugherty

1954– Guido De Ranter

1954– Eric Ewazen

1954– Anders Hillborg

1954– Brian Kershner

1954– Gary Kulesha

1954– Tom Löwenthal

1954– Giulio Luccarini

1954– Peter Lüssi

1954– Johann Makos

1954– Catherine McMichael

1954– Chiel Meijering

1954– James Mobberley

1954– Tobias Picker

1954– Elizabeth Hayden Pizer

1954– Kim Portnoy

1954– Risto Pulkkinen

1954– Earl Robicheaux

1954– Walter B. Saul

1954– Robert Sheldon

1954– David Jason Snow

1954– Jack Stamp

1954–2010 Yukikazu Suzuki

1954– Marco Tamanini

1954– Jan Van Landeghem

1954– Philippe Vignon

1954– Carl Vine

1954– Judith Weir

1954– Jeffrey Wood

1954– John Woolrich

1954– Klaas van der Woude

1955– Hiroshi Aoshima

1955– Jean-Luc Bertel

1955– Juan Gonzalo Gómez Deval

1955– Ludovico Einaudi

1955– Toshio Hosokawa

1955– Johann Koller

1955– Jiro Kusano

1955– Jukka Linkola

1955– Geert Malisse

1955– Charles Mason

1955– Daniel McCarthy

1955– Satoshi Minami

1955– Russell Nagy

1955– René Pieper

1955– Bright Sheng

1955– Frederick Speck

1955– Yngve Slettholm

1955– Larry Alan Smith

1955– Anders Soldh

1955– Frank Urfer

1955– Toshiyuki Watanabe

1955– Nick Woud

1956– Timo Katila

1956– Kim Eunhye

1956– Makiko Kinoshita

1956– Howard Lorriman

1956– Timothy Mahr

1956– Christopher Marshall

1956– Vasco Martins

1956– Akira Mitake

1956– William Moylan

1956– Jun'ichi Naito

1956– Lelo Nazário

1956– Ramón Pastor Gimeno

1956– Pierre Pincemaille

1956– Jan Van der Roost

1956– David P. Sartor

1956– Gregory Youtz

1957– Harri Ahmas

1957– Kanat Akhmetov

1957– Masamichi Amano

1957– Eduard de Boer

1957– David Lang

1957– Luigi Livi

1957– Silvio Maggioni

1957– Claudio Mandonico

1957– Stephen Melillo

1957– Jean-François Michel

1957– Frank Nuyts

1957– Rainer Padberg

1957– Felix Resch

1957– Axel Ruoff

1957– Walter Schwanzer

1957– Johann Stegfellner

1957– Thomas Stone

1957– John William Stout

1957– Larry L. Stukenholtz

1957– Tomohiro Tatebe

1957– Hans Vermeersch

1957– Roland Wiltgen

1958– Raine Ampuja

1958– Simon Burgers

1958– Javier Costa Císcar

1958– Marc van Delft

1958– Oscar van Dillen

1958– Yo Goto

1958– Mark Kilstofte

1958– Jukka-Pekka Lehto

1958– Christian Lindberg

1958– Scott Lindroth

1958– Jean-Daniel Lugrin

1958– Larry MacTaggart

1958– Martín Matalon

1958– Stef Minnebo

1958– Acácio Aires Moreira da Silva

1958– Toshio Nakagawa

1958– Claudine Novikow

1958– Kurt Pascher

1958– Marco Pütz

1958– David Rakowski

1958– Jean-Pierre Revoil

1958– Robert W. Smith

1958– Gay Holmes Spears

1958– Toru Takahashi

1958– Frank Ticheli

1958– Michel Trux

1958– Morten J. Wallin

1958– Brian West

1958– Junnosuke Yamamoto

1959– Richard Barrett

1959– Adil Bestybaev

1959–2015 Luc Brewaeys

1959– Jacob de Haan

1959– Willem Jeths

1959– Bart de Kemp

1959–2008 Wolfgang R. Kubizek

1959– Hsien-Sheng Lien

1959– Pei Lu

1959– James MacMillan

1959– Sylvia Maessen

1959– Regina Pitscheneder

1959– João Guilherme Ripper

1959– Toshihiko Sahashi

1959– Armin Suppan

1959– Friedrich Szepansky

1959– Theo Verbey

1959– Johannes Suykerbuyk

1959– Kumiko Tanaka

1959– Erkki-Sven Tüür

1959– Norbert Wissing

1959– Jean Wiertz

1960– Nils Henrik Asheim

1960– Dirk Brossé

1960– Jesús Fernández Vizcaíno

1960– Bruno Giner

1960– Toshinari Iijima

1960– Yasuhide Ito

1960– Pertti Jalava

1960– Harrie Janssen

1960– Robert Lemay

1960– Angelo Pio Leonardi

1960– Hardy Mertens

1960– Paul A. Murtha

1960– Daniel Ott

1960– Francisco Relva Pereira

1960–2005 Jan Rokus van Roosendael

1960– J. Mark Scearce

1960– Urmas Sisask

1960– Piet Swerts

1960– Willibald Tatzer

1960– Miguel Enrique de Tena Péris

1960– Mark-Anthony Turnage

1960– Gary Ziek

1961– Juan Enrique Canet Todolí

1961– Franco Cesarini

1961– Cui Jian

1961– José Vicente Egea Insa

1961– Timo Forsström

1961– José Salvador González Moreno

1961– Daron Aric Hagen

1961– Pieter Hermsen

1961– Jean-Claude Kolly

1961– Ricardo Lorenz

1961– Peter Machajdík

1961– Jiro Mikami

1961– Akira Miyagawa

1961– José Angel Murillo Arce

1961– Edward Knight

1961– Pierre Nimax jr.

1961– Michiru Oshima

1961– René Pisters

1961– Jay C. Rees

1961– Rolf Rudin

1961– Jorge Salgueiro

1961– Felicia Sandler

1961– Valdemar Sequeira

1961– Mauricio Sotelo

1961– Manfred Sternberger

1961– Erwin Strikker

1961– James Syler

1961– Tsutomu Tajima

1961– Kelly Tang

1961– Michael Torke

1961– Feike van Tuinen

1961– Rieks van der Velde

1961– Jukka Viitasaari

1961– Johannes Simon van der Walt

1961– Tyler Goodrich White

1961– Ludger Stühlmeyer

1962– Ryotaro Abe

1962– Mark Adamo

1962– Carlinhos Brown

1962– Joaquín Gericó Trilla

1962– Takashi Hoshide

1962– Søren Hyldgaard

1962– Vincent Kennedy

1962– Giampaolo Lazzeri

1962– Roman Lombriser

1962– J. David Moore

1962– Rafael Mullor Grau

1962– Hiroshi Okada

1962– Frank Pappajohn

1962– Richard Phillips

1962– Peter Kleine Schaars

1962– Ray Sciberras

1962– Josep Robert Sellés i Camps

1962– Shin'ya Takahashi

1962– Kaoru Wada

1962– Scott Watson

1962– Brian Scott Wilson

1962– Jozef van Wissem

1962– Michael Wittgraf

1962– Francisco Zacarés Fort

1962– Norbert Zehm

1962– Nebojša Jovan Živkovič

1962– Bart Visman 

1963– Francisco Arturo Bort Ramón

1963– Jan Bosveld

1963– André van Haren

1963– Dionisio Buñuel Gutiérrez

1963– Joaquim Lluís Cano García

1963–2017 Dorina Kamstra

1963– Thomas Larcher

1963– Alois Lugitsch

1963– Marc Lys

1963– Ikuya Machida

1963– Dwayne S. Milburn

1963– Johan Nijs

1963– William Owens

1963– Catharina Palmér

1963– John Pickard

1963– Andrew Rindfleisch

1963– Jonathan Santore

1963– Heinz Schoenenberger

1963– Joseph T. Spaniola

1963– Johannes Stert

1963– Thierry Thibault

1964– Torstein Aagaard-Nilsen

1964– José Grau Benedito

1964– Yukio Kikuchi

1964– D. Mark McCoy

1964– Thierry Muller

1964– Jun Nagao

1964– Lorenzo Pusceddu

1964– Winfried Roch

1964– Ignacio Sánchez Navarro

1964– Miguel Àngel Sarrió Nadal

1964– Gary Powell Nash

1964– Josép Suñer Oriola

1964– Augusta Read Thomas

1964– Kevin Walczyk

1964– Ian Wilson

1965– Edson Beltrami

1965– Mats Larsson Gothe

1965– Luís Macedo

1965– Andrew R. Mackereth

1965– Noriko Nakamura

1965– Fritz Neuböck

1965– Rozalie Hirs

1965– António Maria Catalão Labreca

1965– Hau-Man Lo

1965– Pascual Martínez Martínez

1965– Jun Nishino

1965– Tonny Osaer

1965– Christophe Quéval

1965– Vicente Sanoguera Rubio

1965– Jeffrey Sharkey

1965– Eiji Suzuki

1965– Gilbert Tinner

1965– Masato Tsuyuki

1965– Charles Rochester Young

1966– Ferrer Ferran

1966– Paul Loeb van Zuilenburg jr.

1966– Michele Mangani

1966– Erik Mast

1966– Erik Morales

1966– Stig Nordhagen

1966– Joseph C. Phillips jr.

1966– Juan José Revueltas Colomer

1966– Stephan Schwarz

1966– Craig Skeffington

1966– Gaspar Ángel Tortosa Urrea

1966– Markku Viitasaari

1966– Carl Wittrock

1966– Thorsten Wollmann

1966– Bald Wyntin

1967– Pablo Anglés Galindo

1967– Teodoro Aparicio Barberán

1967– Andreas Kunstein

1967– Lorenzo Marcolina

1967– José Molina Comino

1967– Gerrit Koele

1967– Hitoshi Nakamura

1967– Yukiko Nishimura

1967– Hermann Pallhuber

1967– Timothy Rhea

1967– Jaime Francisco Ripoll Martins

1967– Otto M. Schwarz

1967– Geir Sundbø

1967– Christopher Theofanidis

1967– Hiroyuki Yamamoto

1968– Robin de Raaff

1968– Julia Hülsmann

1968– Shafer Mahoney

1968– Ian L. Mitchell

1968– Philemon Mukarno

1968– Tatsuhiko Nakahara

1968– Masakazu Natsuda

1968– Hudson Nogueira

1968– Ko Shishikura

1968– Rob Smith

1968– Marco Somadossi

1968– Eric Swiggers

1968– Fumio Tamura

1968– Yoshifumi Tanaka

1968– Diego Vega

1968– Daniel-André Vitek

1968– Leon Vliex

1968– Wolfgang Wössner

1968– Frank Zabel

1968– Patrick Zuk

1969– Nimrod Borenstein

1969– Francisco José Martínez Gallego

1969– Scott McAllister

1969– Rika Narimoto

1969– John David Newsome

1969– Roland Smeets

1969– Jean-Philippe Vanbeselaere

1969– Suzanne Welters

1970– Koh Chang-su

1970– Jaroslav Pelikán

1970– Steven Reineke

1970– José Luis Represas Carrera

1970– Itaru Sakai

1970– Masahiro Sakata

1970– Jeffrey D. Shaw

1970– Riikka Talvitie

1970– Yann Tiersen

1970– Idar Torskangerpoll

1970– Alexandre F. Travassos

1970– Victoriano Valencia Rincón

1970– Francisco José Valero-Castells

1970– Co Vergouwen

1970– Eric Whitacre

1970– Gregg Wramage

1971– Dimitris Andrikopoulos

1971– Selim Doğru

1971– Hirokazu Fukushima

1971– Wim Leo

1971– Carlos Manuel Pires Marques

1971– Ramón García Soler

1971– Reinhard Summerer

1971– José Rafael Pascual Vilaplana

1971– Bertrand Peigné

1971– Carlos Pellicer Andrés

1971– Santiago Arnaldo Quinto Serna

1971– Geert Schrijvers

1971– Martin Streule

1971– Oscar V. Vidal i Belda

1971– Oliver Waespi

1971– Christian Wallumrød

1971– Mischa Zupko

1972– Salvador Sebastiá López

1972– Anne-Virginie Marchiol

1972– Vicent Martí Ferrer

1972– Josep Miquel Martínez Giménez

1972– Manuel Mas Devesa

1972– Wim Lasoen

1972– Jonathan Newman

1972– Sean O'Loughlin

1972– Carter Pann

1972– Bart Picqueur

1972– Mario Roig Vila

1972– Thomas Trachsel

1973– Carlos Martins Marques

1973– Juan Alborch Miñana

1973– Bert Appermont

1973– Ching-Wen Chao

1973– John Mackey

1973– Miguel de La Cañada

1973– Michael Norris

1973– Armando Ariel Ramírez Marín

1973– Geoffroy Tamisier

1973– Andres Valero-Castells

1973– Nihad Hrustanbegović

1973– Jonathan Leshnoff

1973– Leonard Mark Lewis

1973– Michael A. Mogensen

1973– Tetsuya Watanabe

1973– James Wilding

1973– Kristoffer Zegers

1974– Ramin Djawadi

1974– Hayato Hirose

1974– Kazuhiko Koyama

1974– Jaakko Kuusisto
 
1974– Roger May

1974– Yutaka Nabeshima

1974– Nuno Osório

1974– Koen Pletinckx

1974– Philip Rothman

1974– Elena Roussanova Lucas

1974– José Joaquín Sanjuán Ferrero

1974– Nathan Tanouye

1974– Pedro José Viso Roger

1974– Jennifer Walshe

1975– Yosuke Fukuda

1975– Tolga Zafer Özdemir

1975– Andrew Pearce

1975– Kris Roemers

1975– Satoshi Yagisawa

1975– Annelies Van Parys

1975– Michael Spencer

1976– Svitlana Azarova

1976– Paul Lovatt-Cooper

1976– Bertrand Moren

1976– Miguel Pérez Díaz

1976– Vicente Pérez Esteban

1976– Eseld Pierce

1976– Patrick Roszell

1976– Tadd W. Russo

1976– Juan Franciso Sanjuán Rodrigo

1976– David Lewiston Sharpe

1976– Simon Steen-Andersen
 
1976– Erik Stifjell

1976– Christopher Tucker

1976– Anton Weeren

1977– Judith Berkson 
 
1977– Ēriks Ešenvalds

1977– Kevin Krumenauer

1977– André Mehmari

1977– Ángel Antonio Montes Abalde

1977– Wayne Oquin

1977– Joel Puckett

1977– Sébastien Rabiller

1977– Takamasa Sakai

1977– Oliver Searle

1977– Reto Stadelmann

1977– Shin Wada

1978– Ola Gjeilo

1978– Wieland Hoban

1978– Kyle Kindred

1978– Richard De La Riva

1978– Tanner Menard

1978– Yoshio Nakahashi

1978– Masanori Taruya

1978– Matthew Tommasini

1978– Wang Xi

1978– Yiruma 

1979– Ignacio García Vidal

1979– Shingo Matsuura

1979– Francisco Javier Moreno Ramos

1979– Jayce John Ogren

1979– Guillaume Pihet

1979– Justin Raines

1979– Anthony Suter

1979– Hiroki Takahashi

1979– Jelle Tassyns

1979– Francisco Valor Lloréns

1979– Tommy Yu

1980– Keiichi Kurokawa

1980– Peter Meechan

1980– Soo-Hyun Park

1980– Daisuke Shimizu

1980– Christopher Stark

1981– Keith Kusterer

1981– Wouter Lenaerts

1981– Catherine Likhuta

1981– Óscar Navarro González

1981– Clint Needham

1981– Shawn E. Okpebholo

1981– Alex Poelman

1981– Emiliano Spadaccini

1981– Masato Suzuki

1981– Steven Verhelst

1982– Hideaki Miura

1982– Julien Pondé

1982– Noah D. Taylor

1983– Jess Langston Turner

1983– Roy D. Magnuson

1983– Zachary Wadsworth

1984– Daniel Oliveira

1984– José Alberto Pina Picazo

1985– Frederik Neyrinck

1985– Benjamin Yeo

1986– Teruhiro Kikuichi

1986– Michael Markowski

1986– Naoya Wada

1987– Kathryn Salfelder

1988– Austin Spika

1989– Matthew Mauro

1989– Olivier Pols

1989– Koen Vits

1990– Carlton L. Winston